# Blanton Museum of Art

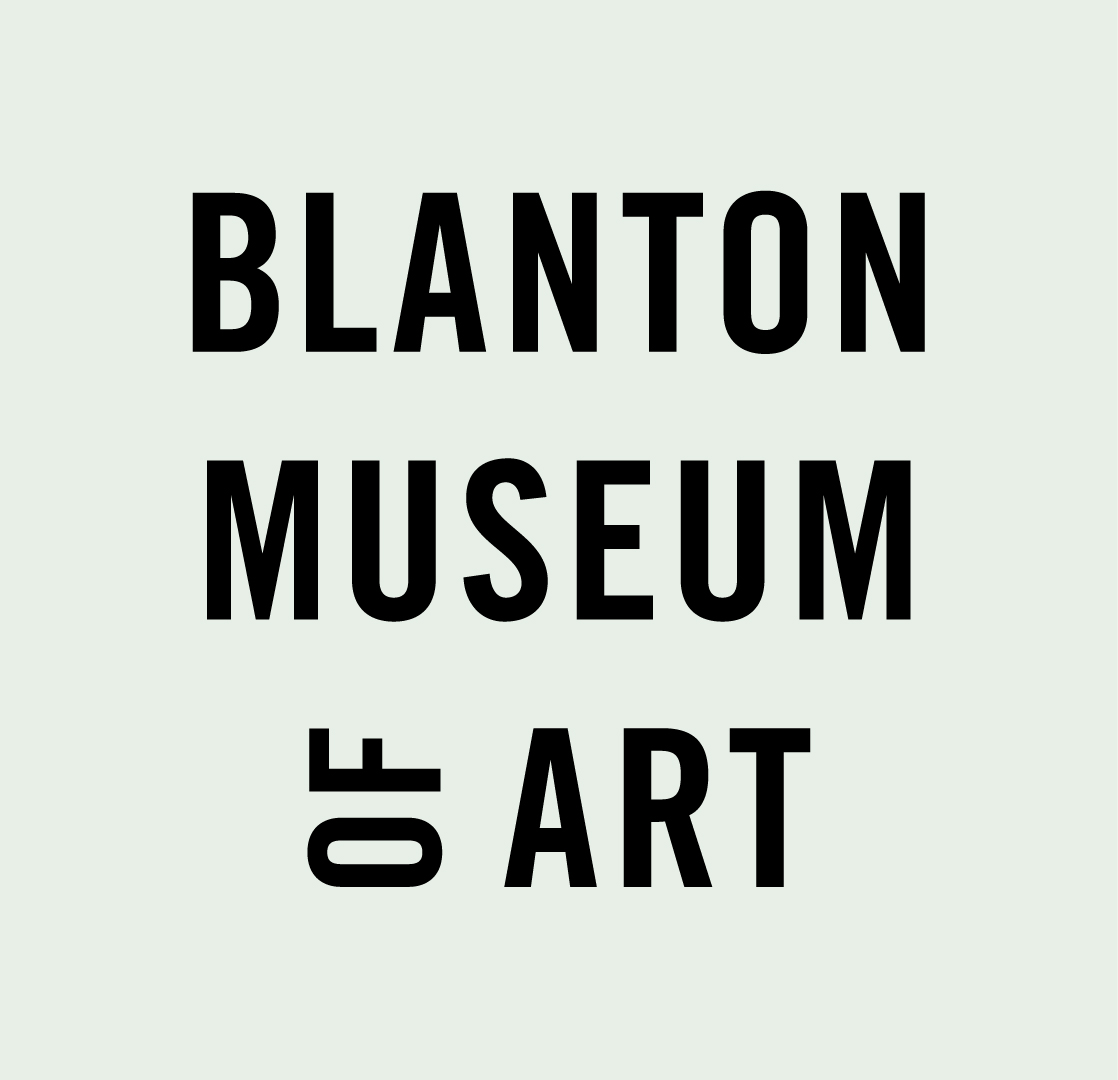
Logo des Blanton Museum of Art.

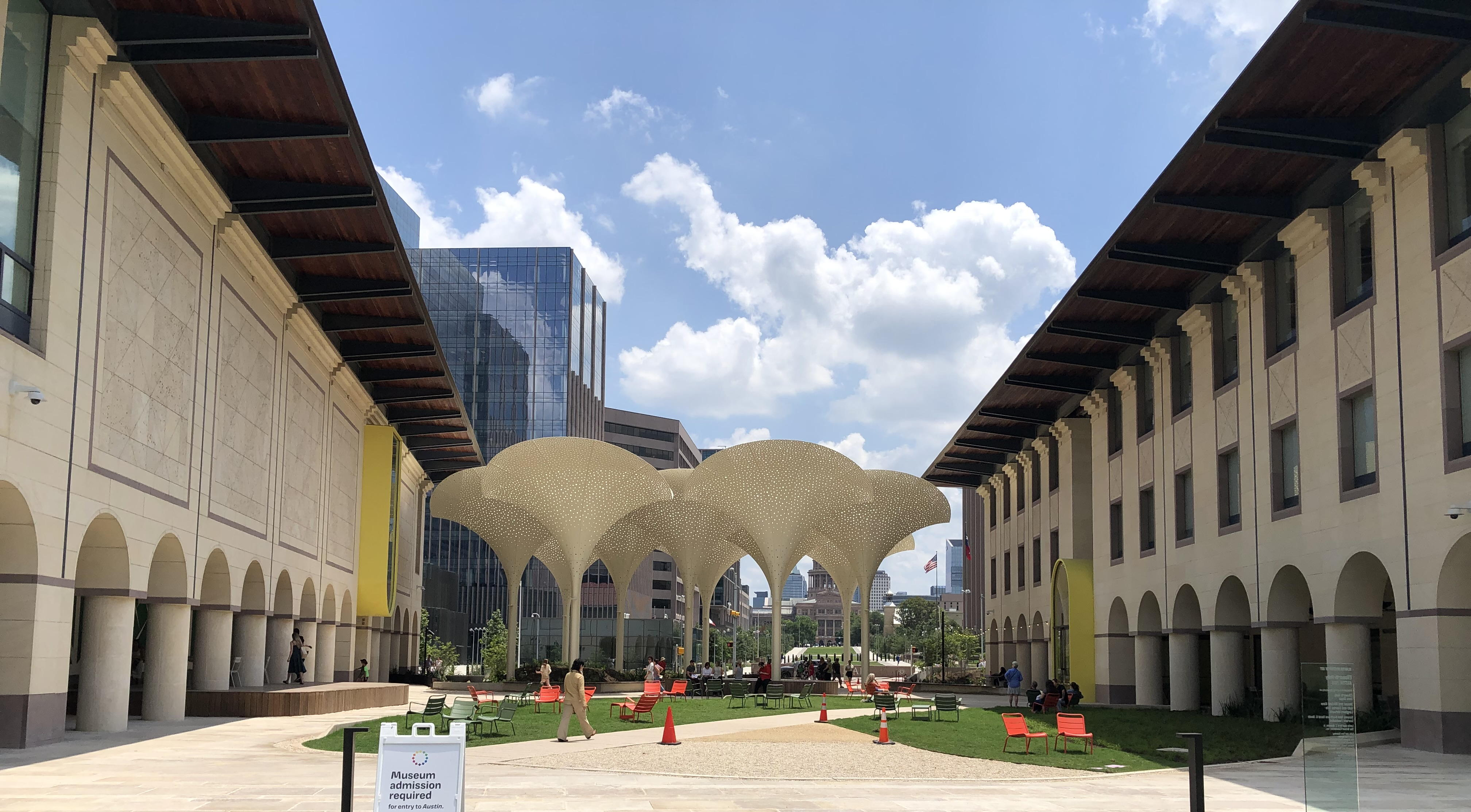
Eingangsgebäude (rechts) und Ausstellungsgebäude (links) des Blanton Museum of Art. Aufnahme 2023.

Das Blanton Museum of Art ist das Kunstmuseum der University of Texas in Austin. Es geht auf die Stiftung Archer M. Huntingtons im Jahr 1927 zurück, der Mittel für den Ankauf von Kunstwerken durch die Universität zur Verfügung stellte. Der Huntington Fund trug auch zur Finanzierung für ein Gebäude, das die Sammlung und das Institut für Kunst der Universität beherbergte, bei, in dem 1963 die Archer M. Huntington Art Gallery als Museum eröffnete. Da die wachsende Sammlung in den folgenden Jahren auf verschiedene Standorte aufgeteilt werden musste, wurde in den 1990er-Jahren ein neues Museumsgebäude auf den Weg gebracht, welches 2006 unter dem neuen Namen Blanton Museum of Art eröffnet wurde.
Beim Blanton Museum of Art handelt es sich um die einzige größere Kunstsammlung in der texanischen Hauptstadt und die einzige Institution mit einer ständigen Sammlungspräsentation. Die Sammlung des Museums umfasst 21.000 Werke mit einem Schwerpunkt auf moderner und zeitgenössischer Kunst aus den Vereinigten Staaten von Amerika, lateinamerikanischer Kunst, Alten Meistern sowie Grafik aus den USA, Lateinamerika und Europa. Insbesondere für Sammeln und Präsentieren von Kunst aus Lateinamerika nahm das Museum eine Vorreiterrolle in den Vereinigten Staaten ein, wobei dies auch eng mit der Profilbildung der University of Texas at Austin verknüpft war. Ein besonders herausragendes Werk der Sammlung ist zudem das von Ellsworth Kelly gestaltete Gebäude Austin, das sich auf dem Museumscampus befindet.

## Geschichte

### Aufbau des University Art Museums

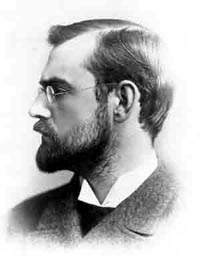
Archer M. Huntington, der Gründungsstifter des Museums, um 1900.

Das Blanton Museum of Art geht auf die Stiftung Archer M. Huntingtons im Jahr 1927 zurück, deren zeitgenössischer Wert rund 145.000 Dollar betrug. Der New Yorker Sohn des Eisenbahnmagnaten Collis P. Huntington übertrug der University of Texas at Austin 4000 Acres Land in Galveston, TX mit der Auflage, dass es ein Kunstmuseum unterstützen sollte. Das Engagement Huntingtons scheint auf seine Ehefrau, die Bildhauerin Anna Hyatt Huntington zurückgegangen zu sein, da der Universität kurz zuvor zwei ihrer Skulpturen geschenkt worden waren. Eine dieser Skulpturen war Diana of the Chase, die von der Ehefrau des Bundesrichters am Bundesbezirksgericht Thomas Sheldon Maxey gestiftet worden war. Die Einnahmen aus dem Verkauf des Landes bildeten ein Endowment, aus dem sich der Betrieb eines Museums und 600.000 Dollar zu den Baukosten von 1,5 Millionen Dollar des 1963 errichteten University Art Museums finanzierten. Bis zum Jahr 2000 wuchs der Archer M. Huntington Museum Fund auf rund 25 Millionen Dollar an, von denen in diesem Jahr rund 800.000 Dollar ausgeschüttet wurden.
Das Museum teilte sich dabei das neue Gebäude mit dem Institut für Kunst, das seit 1948 in vier Militärbaracken aus dem Zweiten Weltkrieg untergebracht war. Die Universität bevorzugte praktizierende Künstler als Lehrende und deren Bedarf an Studios war der ausschlaggebende Faktor für die Errichtung des neuen Gebäudes, das Klassenräume, Studios, Büros und das Museum umfasste. In der Folge verfügte die Universität erstmals über dezidierte Räumlichkeiten für ihren Kunstbesitz. Diese Transformation fand unter der Ägide von Donald B. Goodall statt, der seit 1959 Vorsitzender des Kunstinstituts und Leiter der Kunstsammlung war. In den 1960er- und 1970er-Jahren bildeten sich in der Folge die Sammlungsgebiete des Museums heraus. Dabei waren Museum und Institut nicht voneinander getrennt, die Lehrenden dienten zugleich auch als Kuratoren. Das Museum verfügte über keinen Ankaufsetat, so dass vom Institut beschlossen wurde, vor allem hochkarätige Ausstellungen amerikanischer und lateinamerikanischer Kunst an die Universität zu holen. Dieser Fokus entsprach den Stärken des Lehrkörpers, der Studiopraxis und der Kunsterziehung des Instituts. Goodall sprach Spanisch und Portugiesisch und hatte ein tiefgreifendes Interesse an lateinamerikanischer Kunst entwickelt. Noch vor der Eröffnung des neuen Museumsgebäudes veranstaltete er Ende 1960, Anfang 1961 die Ausstellung Drawings and Prints of Jose Luis Cuevas, anlässlich derer Goodall und der Professor Kuis Eades die Schlüsselfiguren kennenlernten, die Kunst aus Mittel- und Südamerika in den USA promoteten. Insbesondere der Kontakt zu José Gómez Sicre von der Pan American Union Visual Arts Section spielte für zukünftige Projekte eine Rolle. Nach dem Bezug der eigenen Räumlichkeiten bemühte sich Goodall darum, das neue University Art Museum durch die Übernahme bedeutender Wanderausstellung auf der Landkarte für lateinamerikanische Kunst in den USA zu etablieren. Dabei versuchte er regionale und transnationale Schwerpunkte zu verbinden. Das University Art Museum der UT Austin blieb durch die 1960er- und 1970er-Jahre hindurch das Museum in den USA, das am kontinuierlichsten lateinamerikanische Kunst in Ausstellungen vorstellte und daneben auch altamerikanische Kunst zeigte.

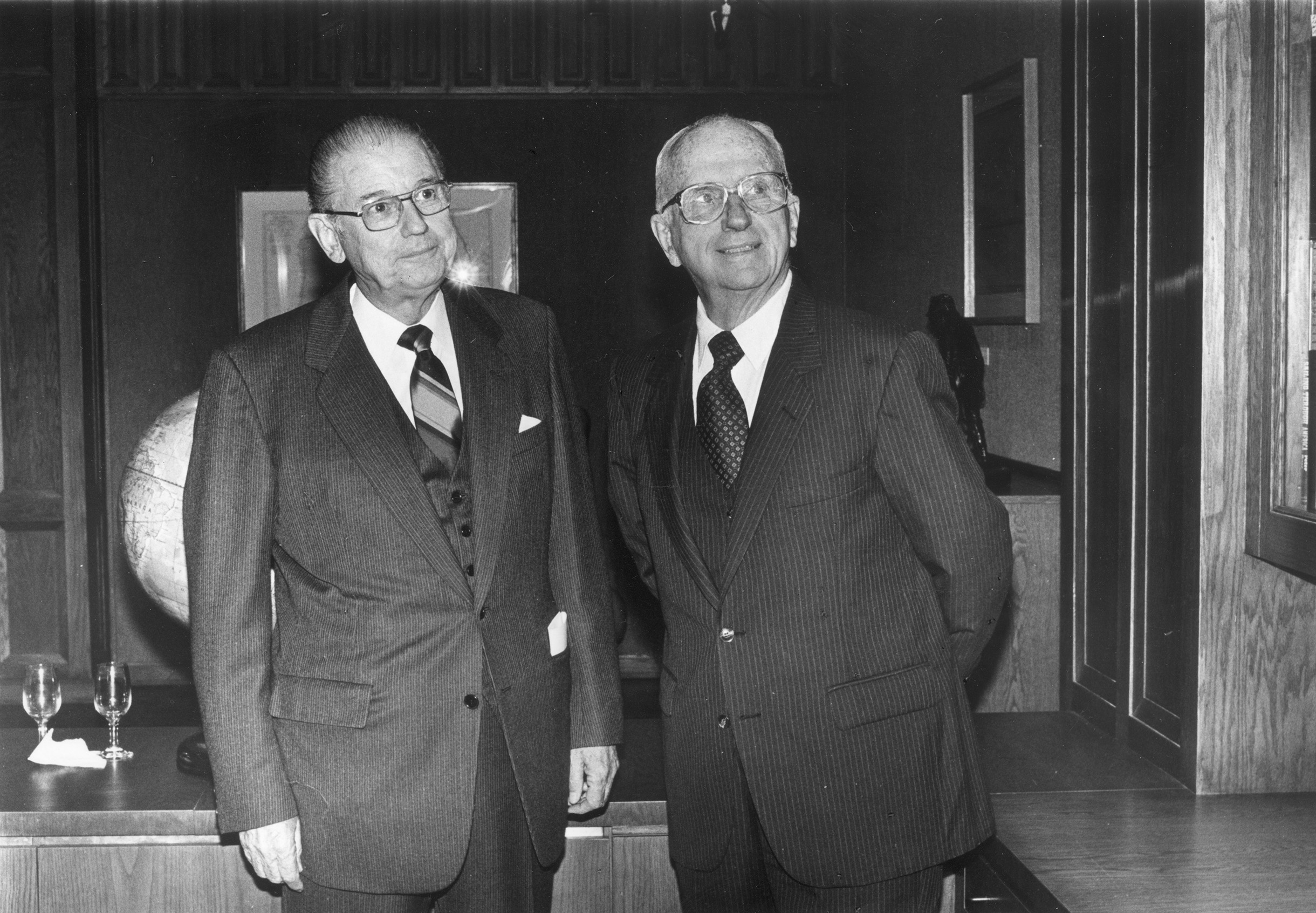
James Michener, der mit seiner Frau Mari Sabusawa Michener der bedeutendste Mäzen des Blanton Museum of Art war, bei einem Besuch in der Bibliothek der University of Texas at Arlington, 1985.

Aufgrund der geringen Ankaufsmittel war das Museum für das Wachstum der Sammlung auf private Zuwendungen angewiesen: Von 1968 bis in die frühen 1990er-Jahre schenkten der Romanautor und Pulitzerpreisträger James Michener und seine Frau Mari Sabusawa Michener rund 300 Werke der amerikanischen Malerei des 20. Jahrhunderts, nach denen das heutige Galeriegebäude des Museums benannt ist. Daneben überließen sie dem Museum finanzielle Mittel, um junge amerikanische Kunst anzukaufen. Die lateinamerikanische Sammlung geht auf die Schenkung von 200 Gemälden und 1200 Zeichnungen von Barbara Duncan ab dem Jahr 1971 zurück, mit der sich die frühe führende Stellung des Museums auf diesem Sammelgebiet begründete. Eine weitere bedeutende Stiftung aus der Anfangszeit des Museums war die C. R. Smith Collection of Art of the American West, die 90 Gemälde, Skulpturen und Papierarbeiten mit der Amerikanischen Frontier als Motiv umfasste und ab 1965 empfangen wurde. 1972 übereignete Charles Clark zudem rund 1000 zeitgenössische Grafiken.
Die Räumlichkeiten des University Art Museums reichten nicht aus, um die wachsende Sammlung zu beherbergen, so dass sie ab 1972 im neu errichteten Gebäude des Humanities Research Center der Universität präsentiert wurde. Die Räume für Sonderausstellungen und der Studiensaal für Grafiken verblieben im alten Gebäude. Mit dieser räumlichen Entwicklung gingen auch institutionelle Veränderungen einher: die Verwaltung des Museums wurde vom Art Department der Universität getrennt. Goodall gab seine Rolle als Vorsitzender des Instituts auf und leitete in der Folge das University Art Museum in Vollzeit. Die enge Verschränkung blieb jedoch bestehen. So wurde 1975 der bedeutende Kunsthistoriker auf dem Feld der lateinamerikanischen Kunst Damián Bayón angestellt, um zum einen im Lehrbetrieb mitzuwirken, zum anderen aber auch einen Katalog des Bestandes der Kunst aus Lateinamerika in der Museumssammlung zu erstellen. 1978 ging Goodall in Pension, weshalb das Katalogprojekt, dessen wichtigster Unterstützer er war und dessen Autor im Folgejahr ebenfalls die Universität verließ, nicht zu Ende geführt wurde. Das letzte große Projekt Goodalls war das Symposium Speak-Out! Charla! Bate-Papo!, das im Oktober 1975 zusammen mit drei thematisch begleitenden Ausstellungen als Teil des Fine Arts Festival des College of Fine Arts durchgeführt wurde. Es gilt als ein Meilenstein der Forschung zur zeitgenössischen lateinamerikanischen Kunst und Literatur in den Vereinigten Staaten und ist als Austin Symposium bekannt.

### Archer M. Huntington Art Gallery
Nach der Pensionierung Goodalls 1978 blieb der Direktorenposten für zwei Jahre unbesetzt. Zwei Fakultätsmitglieder waren kommissarischer Direktor und Kurator der Sammlung. In dieser Phase besuchten Sherman E. Lee, der Direktor des Cleveland Museum of Art, und zwei Kollegen das University Art Museum, um eine Einschätzung über dessen Funktion und Bedürfnisse abzugeben. Die Kommission beklagte vor allem die räumliche Situation und empfahl unter anderem bei Erwerbungen sehr selektiv vorzugehen und qualitativ nicht ausreichende Schenkungen streng zurückzuweisen. Lee riet, die globale Aufstellung der Sammlung zu stärken und etwa zu den amerikanischen Werken der Michener Collection, die er als stärksten Teil der Museumssammlung ausmachte, europäische Gegenstücke anzukaufen. 1980 wurde dann Eric McCready als Direktor berufen und das Museum zu Ehren des ersten Stifters in Archer M. Huntington Art Gallery umbenannt. McCreadys gelang es in den folgenden Jahren den Museumsbetrieb zu professionalisieren. Anfang der 1980er-Jahre gab es Überlegungen für ein eigenes Museumsgebäude, die aber aufgrund des letztendlich erfolglosen Plans von Gouverneur Bill Clements, ein bundesstaatliches Kunstmuseum zu erreichten, nicht weiterverfolgt wurden. Im folgenden Jahrzehnt wuchs die Sammlung weiter beständig an. Es wurde eine kleine Zahl von Antiken und Alten Meistern erworben sowie Werke der zeitgenössischen amerikanischen Kunst. Ebenso wurde die Sammlung der Grafiken und Zeichnungen umfassend erweitert. Dieses stetige Wachstum führte zu Überlegungen für neue Räumlichkeiten, in denen der gesamte Sammlungsbestand der Huntington Art Gallery wieder zusammengeführt werden könnten. Mit dem Vermächtnis von 10 Millionen Dollar von Mari Sabusawa Michener startete 1994 die Kampagne für ein neues Museumsgebäude, nachdem sie bereits seit den 1980er-Jahren beim Präsidenten der Universität, William Cunningham, für einen neuen Museumsbau Lobbyarbeit geleistet hatte. Drei Jahre später erklärte sich Houston Endowment Inc. bereit, in Erinnerung an ihren früheren Vorsitzenden Jack S. Blanton das Gebäude zu stiften, weshalb das Museum zum Blanton Museum of Art umbenannt wurde. Weitere Beiträge zu den Baukosten stammten von Blanton persönlich, der Alumnus der UT Austin und Vorsitzender des University of Texas Board of Regents gewesen war, Bernard Rapoport und Edgar A. Smith, die ebenfalls enge Verbindungen zur Universität aufwiesen, sowie weiteren Persönlichkeiten aus der UT-Community.
Während die Kampagne für das neue Museumsgebäude vorangetrieben wurde, kam es zu einer der bedeutendsten Ergänzungen der Sammlung: Im November 1998 gelang es der University of Texas at Austin die Suida-Manning Collection zu erwerben, welche die Museumsbestände amerikanischer und lateinamerikanischer Kunst des 20. Jahrhunderts sowie von Grafiken aus allen Epochen und Regionen um eine bedeutende Sammlung Alter Meister mit Schwerpunkt auf dem italischen Barock erweiterte. Neben den rund 250 Gemälden und etwa 400 Zeichnungen übernahm die Universität dabei auch das zugehörige Archiv. Um die Sammlung zusammenzuhalten, hatte Robert L. Manning, der gemeinsam mit seiner Frau Bettina Manning die Kollektion seines Schwiegervaters William Suida gepflegt und weiter ausgebaut hatte, vor seinem Tod im April 1996 ein komplexes Arrangement von Kauf und Schenkung für eine Institution vorgeschlagen. Kurz vor Mannings Tod machte ein Unterstützer des Museums eine Spende, welche den Ankauf ermöglichen sollte, womit die Verhandlungen starteten, die von seiner Tochter und Alleinerbin Alessandra Manning Dolnier zu Ende geführt wurden. Ein Teil der Sammlung wurde durch die ursprüngliche Spende sowie mit weiteren Zuwendungen und Mitteln der Universität erworben, während ein anderer Teil als Schenkung der Familie übergeben wurde. Nach Ankunft der Bestände wurden diese 1999 in einer Gemälde- und einer Zeichnungs-Ausstellung der Öffentlichkeit präsentiert. 2002 folgte die Schenkung von 3200 Grafiken durch den renommierten Kunsthistoriker Leo Steinberg. Der Bereich der lateinamerikanischen Kunst wuchs ebenso schnell.

### Blanton Museum of Art
1999 legten Herzog & de Meuron einen Entwurf für das Blanton Museum of Art vor, der bei zwei Mitgliedern des University of Texas Board of Regents auf scharfe Ablehnung stieß. Sie forderten rote Dachziegel für das Gebäude, um an die von Paul Cret vor dem Zweiten Weltkrieg entworfenen Teile des Campus anzuknüpfen. Als die Architekten gefeuert wurden, ohne dass sie die Gelegenheit hatten, ihre Pläne zu überarbeiten, trat der Dean der School of Architecture, Lawrence Speck zurück. Der Konflikt entzündete sich an einem Masterplan für den Campus, der eine Abkehr von der ungeliebten Nachkriegsarchitektur und eine Reorientierung am Stil der von Cret entworfenen Gebäude forderte. Befürworter von Herzog & de Meuron argumentierten, dass dieser Plan sich nicht grundsätzlich gegen moderne und unkonventionelle Entwürfe richtete, sondern eher auf eine Anpassung in Ausmaßen und Proportionen forderte. Nach diesem Eklat zog Direktorin Jessie Otto Hite im Herbst 2002 Expertinnen zur Beurteilung des neuen Entwurfs von Kallmann McKinnell & Wood hinzu, der sich den äußeren Anforderungen beugte und sich statt dem Design der Fassade mehr funktionalen Überlegungen widmete. Statt des eingeschossigen, weitläufigen Gebäudes von Herzog & de Meuron sah der neue Plan zwei zweigeschossige Gebäude mit rot geziegelten Dächern vor, die einen Platz mit Blickachse zum Texas State Capitol rahmen. Diese Lösung lieferte einen südlichen Zugang zum Campus der Universität und zudem einen öffentlichen Platz, an denen es in Austin mangelte. Speck schlug vor, einen Landschaftsarchitekten und einen Landschaftskünstler für die Gestaltung des Platzes hinzuzuziehen – ein Vorschlag, den Hite auch in Hoffnung auf einen Anschub für das schleppende Fundraising aufgriff. Mit der Gestaltung der Plaza wurde dann Peter Walker, der auch das World Trade Center Memorial gestaltete, und der Künstler Mel Chin betreut.
Parallel zur Errichtung des neuen Museumsgebäudes nahm das Blanton Museum bis 2006 als Resultat seiner Fundraising-Bemühungen 86 Millionen Dollar ein, von denen 83,5 Millionen in das neue Museumsgebäude investiert wurden. Dieser Einnahmeerfolg wurde im größeren Kontext der sich in den Süden und Südwesten der USA verlagernden Vermögen, die zu zunehmenden Zuwendungen in der dortigen Kulturlandschaft seit den 1980er-Jahren geführt hat, verortet. Dabei gab es nach den Terroranschlägen am 11. September 2001 einen Einbruch bei der Spendenbereitschaft. Die Mehrheit der eingeworbenen Mittel stammte dabei von außerhalb Austins.
Im April 2006 eröffnete das neue Museumsgebäude – aufgrund der Konflikte im Planungsprozess mit vier Jahren Verspätung – mit einer Woche von Events, die von 22.000 Besuchern wahrgenommen wurden, darunter die 24-Stunden-Eröffnung des Gebäudes selbst. Eine Werbekampagne im Februar dieses Jahres führte zu einer Vervierfachung der Mitglieder des Museums bis zum Herbst 2006, zugleich präsentierte sich das Blanton Museum auch mit einem neuen Webauftritt.
Im Mai 2008 ging Jessie Otto Hite nach 15 Jahren als Direktorin des Museums in Pension. Während der Suche nach dem Nachfolger übernahm die stellvertretende Direktorin Ann Wilson die Leitung des Hauses. Zum 1. Mai 2009 trat Ned Rifkin die Stelle des neuen Direktors an, zum 1. September 2009 wurde er zudem zum Professor für Kunst und Kunstgeschichte am kunsthistorischen Institut des College of Arts berufen. Mit der Einstellung Rifkins ging eine administrative Neuzuordnung einher: Statt dem College of Arts war das Museum nun dem Büro des Provosts unterstellt, womit dem Unterschied zu den akademischen Instituten stärker Rechnung getragen werden sollte. Bereits nach zwei Jahren verließ Rifkin seinen Posten abrupt im April 2011. Die Direktorenstelle wurde diesmal intern mit Simone Wicha besetzt, die nach sechs Jahren am Museum zuletzt als Director of External Affairs gewirkt hatte.

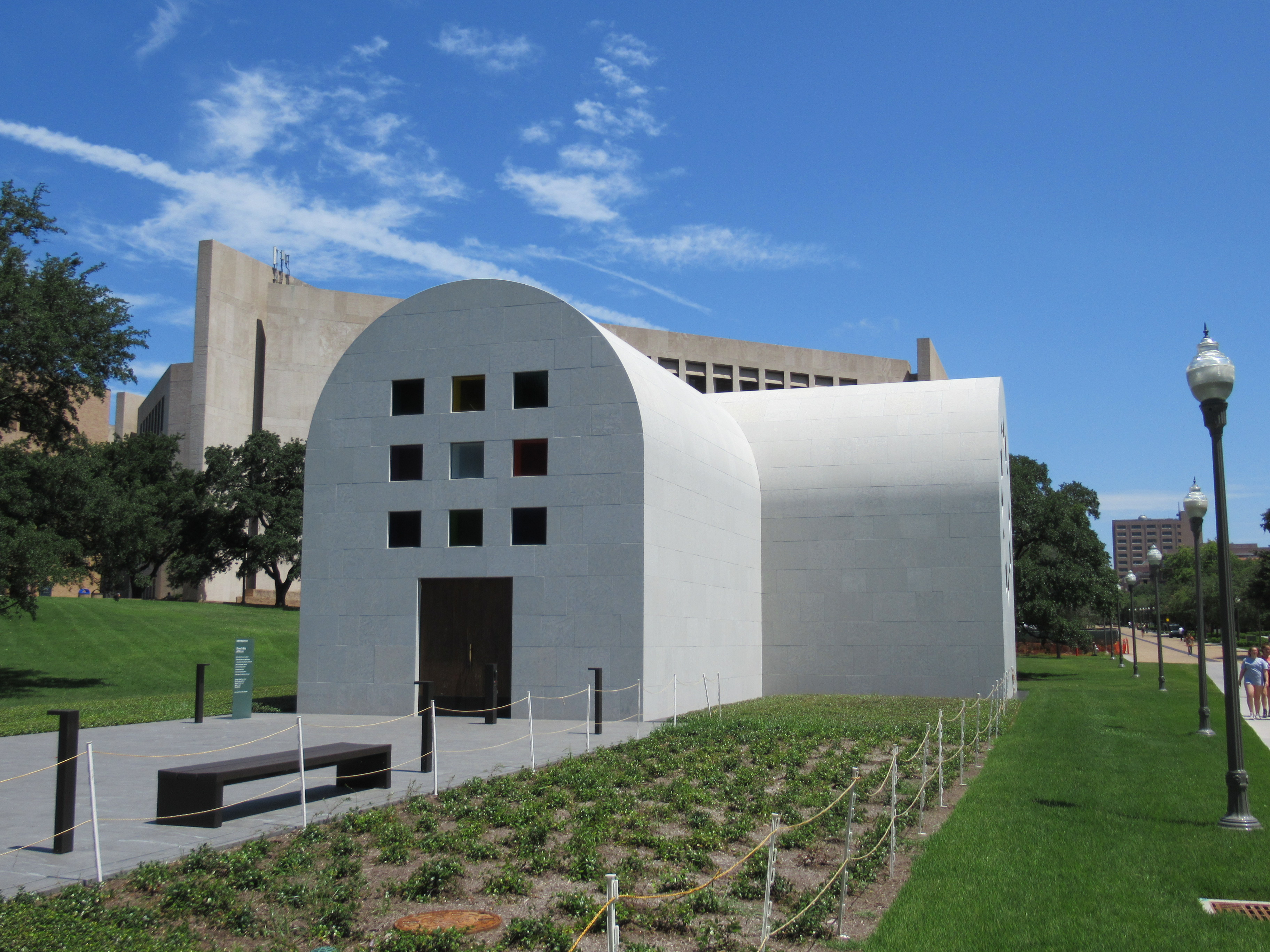
Ellsworth Kelly, Austin, 2015–2018. Aufnahme 2019.

2015 schenkte Ellsworth Kelly das architektonische Kunstwerk Austin dem Blanton Museum of Art, das nach einer Spendensammlung von 23 Millionen Dollar zur Finanzierung des Baus Ende 2017 vollendet wurde. Das Museum hat eine Stiftung von einer Million Dollar eingerichtet, die dem Unterhalt und der Erforschung von Kellys Werk dient. Die Geschichte dieser Erwerbung ist umstritten, da von Seiten des Museums darauf verwiesen wird, dass die Kelly-Sammler Mickey und Jeanne Klein den Kontakt zum Künstler hergestellt hätten, während der Galerist Hiram Butler aus Houston, dem das Projekt bereits längere Zeit verfolgt und die Verbindung mit der University of Texas at Austin hergestellt hatte, keine Erwähnung fand. Michael Agresta ordnete diese Situation so ein: „It’s a tough balancing act to be a forward-thinking, trend-setting institution when you’re also, as part of a public university, an apparatus of one of the more conservative states in the union. (One potentially illuminating example of this is the museum’s apparent downplaying of the gay history “topical aspect” of Kelly’s rainbow chapel when it rolled out in 2018.)“
Von Februar 2021 bis Mai 2023 wurde der Platz zwischen den Museumsgebäuden für 35 Millionen Dollar vom norwegisch-amerikanischen Architekturbüro Snøhetta umgestaltet, einige Eingriffe in die bestehende Gebäudearchitektur vorgenommen sowie öffentliche Kunstwerke wie das Wandbild Green How I Desire You Green von Carmen Herrera ergänzt. 20 Millionen Dollar für diese Arbeiten stellte die Moody Foundation 2019 zur Verfügung, weshalb das Außengelände nun den Namen Moody Plaza trägt.

## Architektur

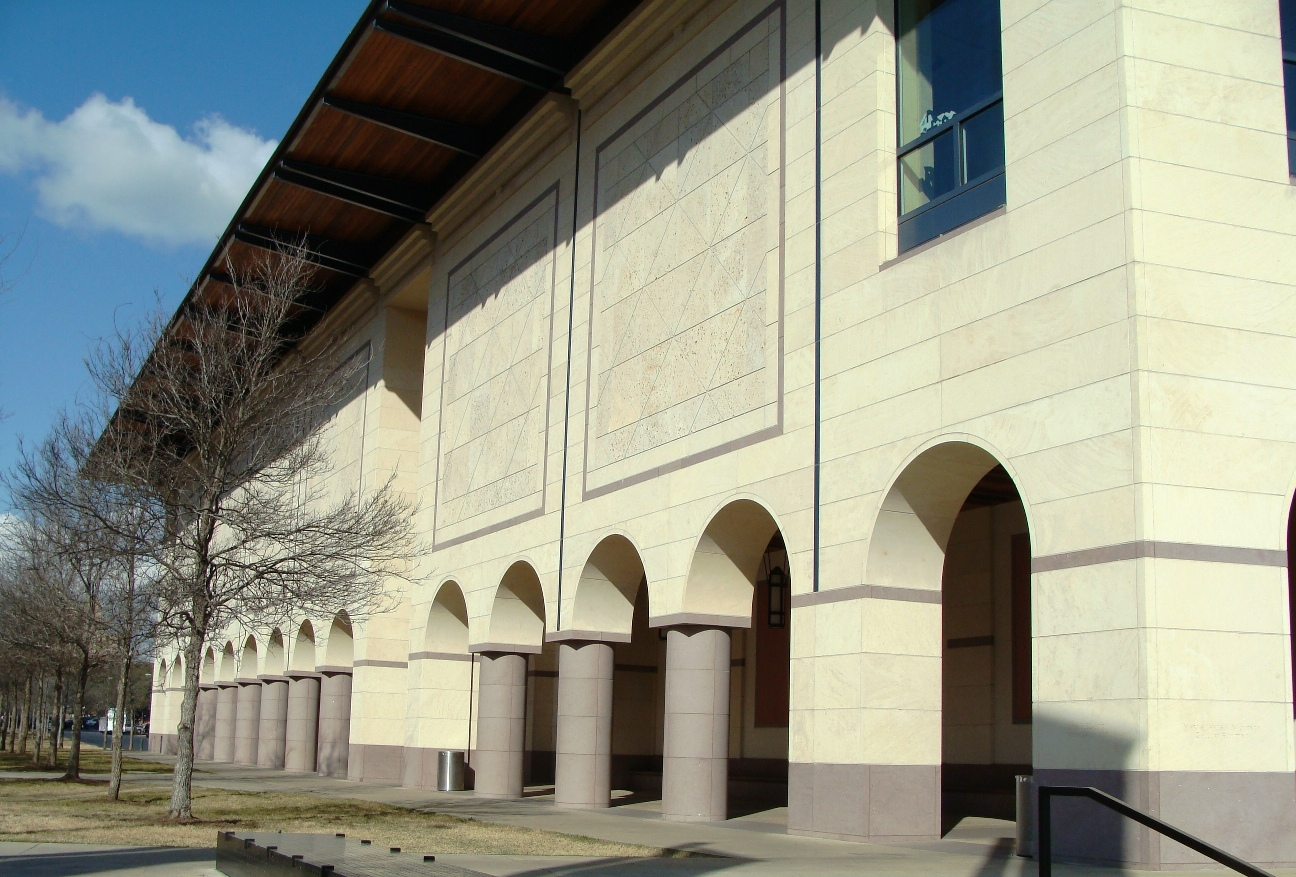
Ansicht des Mari and James Michener Gallery Buildings mit seinen Arkaden hin zur Larry and Mary Ann Faulkner Plaza. Aufnahme 2008.

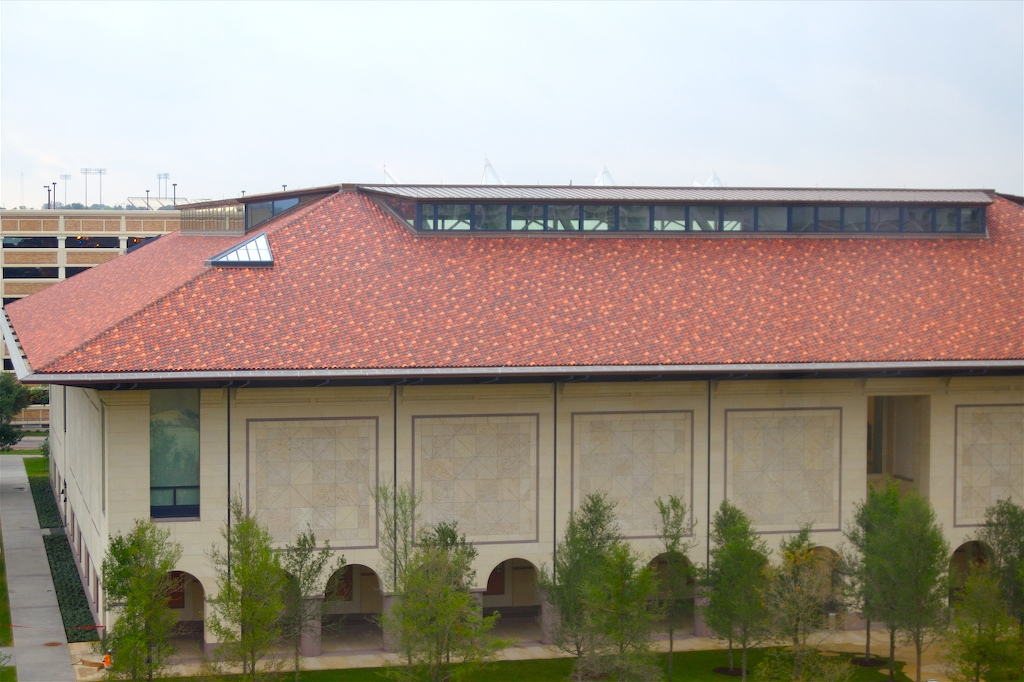
Ansicht des Daches des Galeriegebäudes mit der roten Ziegelung und den Oberlichtern. Aufnahme 2006.

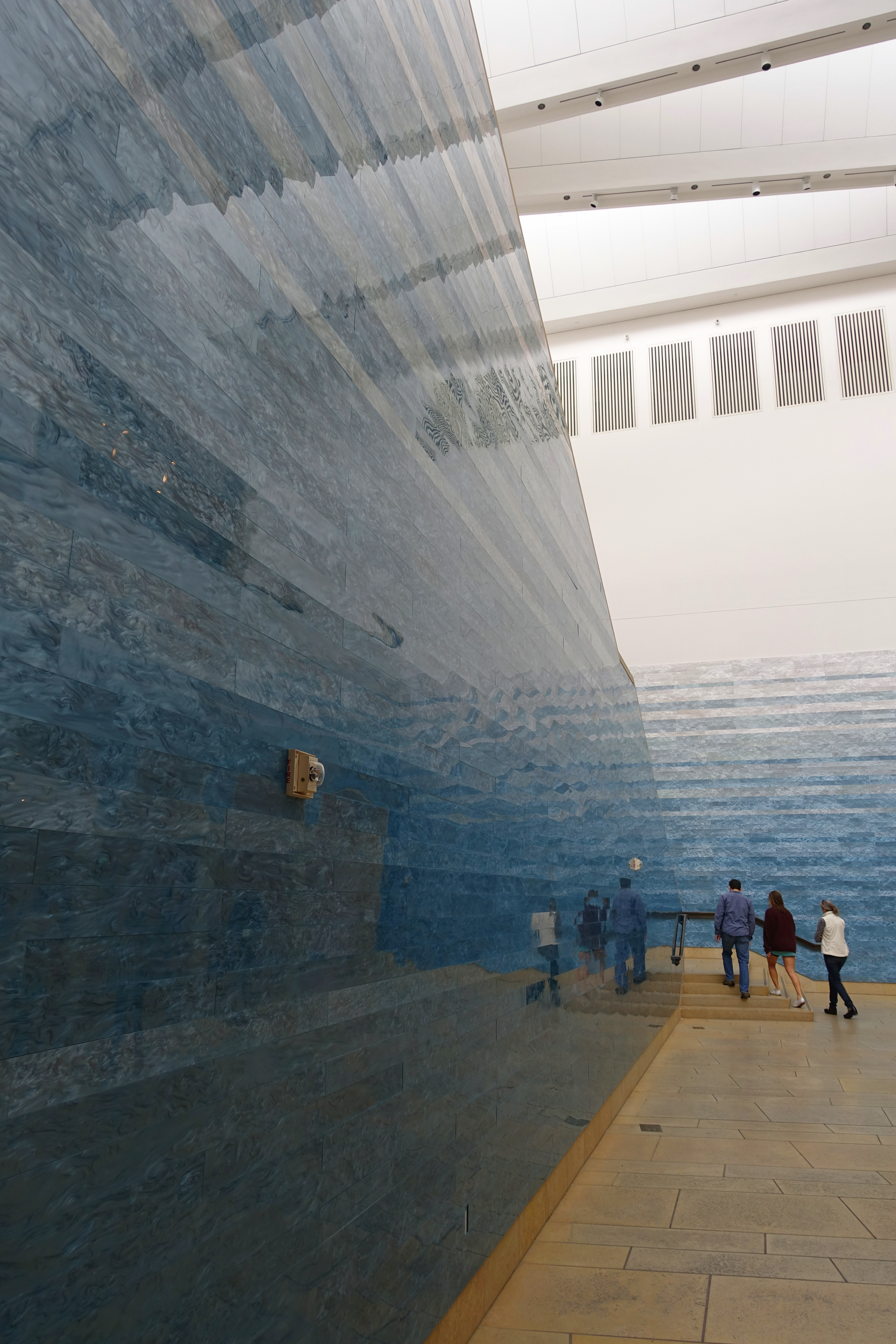
Atrium des Blanton Mari and James Michener Gallery Buildings. Aufnahme 2015.

Das Blanton Museum of Art liegt am südlichen Rand des Campus der University of Texas at Austin, an der Kreuzung des Martin Luther King Jr. Boulevard mit Congress Avenue, an der schräg gegenüber das Bullock Texas State History Museum liegt. Die Plaza zwischen den beiden von dem Architekturbüro Kallmann McKinnell & Wood gestalteten Museumsgebäuden liegt in der Blickachse zum Texas State Capitol.
Die beiden aus Kalkstein errichteten Gebäude sind zweigeschossig und haben leicht geneigte, mit roten spanischen Ziegeln gedeckte Dächer. Zur Plaza hin öffnen sich jeweils Arkaden aus texanischem Granit. Das Mari and James A. Michener Gallery Building beherbergt auf rund 11.500 Quadratmetern die ständige Sammlungspräsentation und Sonderausstellungen, das Edgar A. Smith Building auf rund 5200 Quadratmetern Büros, das Museumscafé und den Museumsshop sowie ein Auditorium und Klassenräume. Bei Fertigstellung war das Blanton Museum of Art mit über 16.700 Quadratmetern flächenmäßig das größte Kunstmuseum einer Universität vor dem Wexner Center for the Arts der Ohio State University und dem Fogg Art Museum der Harvard University. Ende 2011 wurde eine stille Bauphase beendet, während der Depotflächen erweitert wurden, so dass erstmals in der Geschichte des Museums alle Sammlungsbestände an einem Ort zusammengeführt sind.
Das zentrale Element des Mari and James Michener Gallery Buildings ist das weitläufige, rund 21 Meter hohe Atrium mit seinem Kalksteinboden. Es ist teilweise von Bögen gerahmt, die laut Kate Galbraith von der New York Times an das Fogg Art Museum erinnern. Die Decke besteht aus großen, weißen Falten, durch die aus großen, vertikalen Oberlichtern fallende Licht strömt. Das Erdgeschoss beherbergt die Flächen für Sonderausstellungen, den Studiensaal für Grafiken und einen Boardroom. Die Ausstellungsflächen für temporäre Präsentationen verfügen über bewegliche Innenwände, so dass sie leicht den kuratorischen Anforderungen angepasst werden können. Das Obergeschoss, das über eine große weiße Treppe vom Atrium aus erreicht wird, beherbergt die Säle für die Ausstellung der ständigen Sammlung. Deren hohe, runde Decken verfügen über flexible Oberlichter, mit denen der Einfall des natürlichen Lichts reguliert werden kann. In den runden Räumen an den Ecken des Gebäudes lassen die großen, geschosshohen Fenster große Mengen an Licht einfallen und erlauben den Besuchern Ausblicke in die Umgebung. Kate Galbraith bewertete das Galeriegebäude in der New York Times als „[…] graceful and impressive new gallery building […]“. Von März 2016 bis Anfang 2017 nahm das Museum eine umfangreiche Umgestaltung des Obergeschosses des Galeriegebäudes vor. Neue Ein- und Ausgänge in die Ausstellungsflächen wurden geschaffen, um den Besucherfluss zu verbessern. Größere Säle wurden in kleinere Räume unterteilt, um eine intimere Betrachtersituation zu schaffen. Diese Umgestaltung ging auch mit einer teilweisen Umnutzung einher, indem einige Räume für thematische Schwerpunkte aus der Sammlung mit Bezug zu aktuellen gesellschaftlichen Fragestellungen reserviert wurden.
Die zwischen den beiden Gebäuden gelegene Larry and Mary Ann Faulkner Plaza, nach der Neugestaltung nun Moody Plaza genannt, ist etwa 13.500 Quadratmeter groß. Peter Walker, der auch das World Trade Center Memorial gestaltete, und der Künstler Mel Chin gaben den Platz zur Eröffnung des neuen Museumsgebäudes im Jahr 2006 einen parkähnlichen Charakter, indem sie 100 ausgewachsene Zedernulmen in zwei Reihen mit sechs Meter Abstand den Blick auf das Capitol Rahmen ließen und ihn mit Kunstwerken basierenden auf Fundstücken aus anderen texanischen Parks ausstatten wollten. Während das übergreifende Design von der Universität angenommen wurde, lehnte sie Chins Idee für die Kunstwerke ab. Im März 2004 berieten sich Vertreter der Universität mit Peter Walker bezüglich der Umgestaltung des Speedway Boulevards, der als zentrale Nord-Süd-Achse durch den Campus führt und dessen südlichen Eingang der neue Platz zwischen den Museumsgebäuden bildete. Die Straße wurde in der Folge in eine Fußgänger-Mall umgewandelt und mehrere kleine Plätze gestaltet. Zugleich wurde der an der East Mall gelegene Teil des Campus renoviert. Laut Lawrence Speck trug der Entwurf des Blanton Museums mit dem Blanton Plaza zu der sich ausprägenden Nord-Süd-Entwicklung der Stadt Austin bei. Auf der Larry and Mary Ann Faulkner Plaza waren perforierte, bei Nacht leuchtende Metallbänke aufgestellt, die als horizontale Laternen wirken sollten. Die Plaza insgesamt sollte laut dem Landschaftsarchitekten Walker die Rolle eines „village green“ in der Tradition des Harvard Yards übernehmen, auch wenn sie flächenmäßig weit kleiner ausfällt.

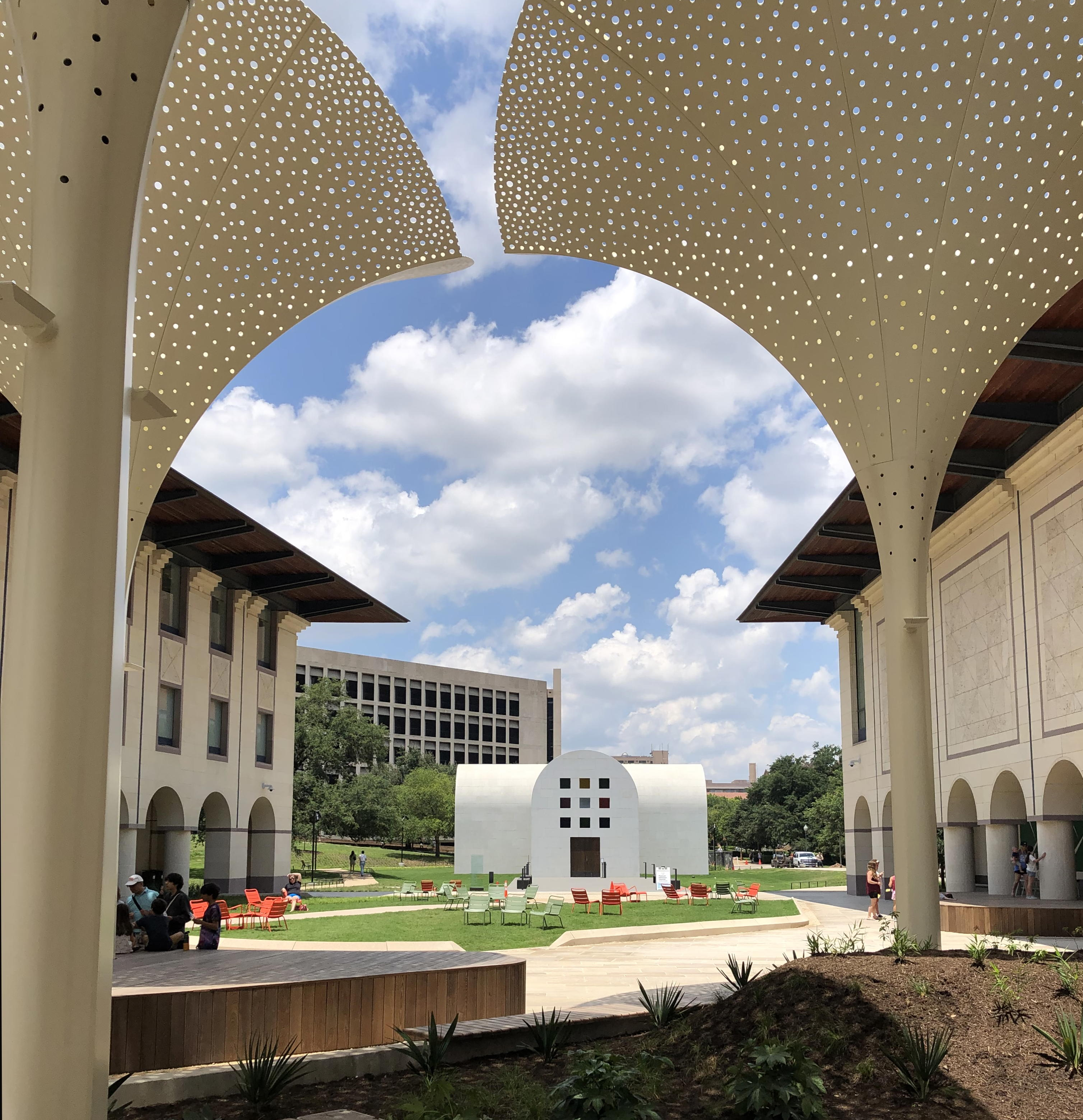
Die durch Snøhetta gestaltete Moody Plaza. Aufnahme 2023.

Im Mai 2023 wurde die von dem Architekturbüro Snøhetta umgestaltete Außenfläche des Museums der Öffentlichkeit übergeben, die nun den Namen Moody Plaza nach Moody Foundation, die einen Großteil der finanziellen Mittel für die Arbeiten beisteuerte, trägt. An Stelle der Allee von Zedernulmen als zentrales Element der Platzgestaltung traten zwölf Petals (Blütelblätter) genannte Elemente, die annähernd die Höhe der Museumsgebäude haben und den Raum zwischen den beiden überbrücken. Sie tragen zu einem kohärenten Erscheinungsbild des Gesamtensembles bei, indem sie die Bögen der Arkaden in ihrer Form aufgreifen und spenden tagsüber Schatten, während sie im Dunkeln als Leuchtelemente fungieren. Daneben wurde die Fläche parkähnlich gestaltet, mit einem sich windenden Pfad zu einer nahe gelegenen Garage und einer Sound Gallery. Auch in das Museumsgebäude selbst wurde eingegriffen: Im zweiten Geschoss des Galeriegebäudes wurde mit dem Einsetzen eines hohen Fensters, das aus der Fassade leicht hervortritt, eine kleine Panoramagalerie eingerichtet, die nach dem Abstieg über eine Treppe den Ausblick über den Platz erlaubt. Die Umgestaltung fand breite mediale Aufmerksamkeit und wurde weitgehend positiv rezipiert. Michael Agresta lobte die Verbesserungen für die Besucher, die diese gut angenommen hätten, kritisierte jedoch die eher ambitionslose Sound Galerie, die fünf Millionen Dollar gekostet hatte und über Lautsprecherröhren von Bill Fontana gesammelte Naturgeräusche aus Zentraltexas erklingen lässt. Für Agresta hätte die neugestaltete Grünfläche ihren eigenen Soundtrack liefern können. Ebenso betrachtete er kritisch die Zugänglichkeit für Transportformen jenseits des Autos. Für die New York Times lobte Sam Lubell: „The new grounds are sophisticated and artful, but not aloof or intimidating, as many museum spaces can be. The sense of informality connects to Austin’s overall vibe.“
Am nördlichen Ende der Plaza liegt das architektonische Werk Austin von Ellsworth Kelly, das trotz der generischen Benennung nach dem Ort ein Kapellenbau ist. Der 250 Quadratmeter große Bau aus 14 schwarzen und weißen Marmorplatten mit farbigen Glasfenstern und totemähnlichen Rosenholzskulptur als symbolischen Altar wurde zum Teil von religiösen Themen inspiriert. Der Bau ist der Rothko Chapel in Houston und der Chapelle du Rosaire von Marc Chagall in Südfrankreich verwandt und geht auf einen ersten, nicht realisierten Entwurf für einen Privatsammler aus dem Jahr 1986 zurück. Laut Kelly ging es dem Künstler darum, einen Ort zu schaffen, der die spirituellen Bedürfnisse des Publikums befriedigen und der Kontemplation dienen soll.

## Sammlung
Die Sammlung des Blanton Museum of Art geht überwiegend auf die Philanthropie von Alumni der University of Texas at Austin und Freunde des Museums zurück. Sie umfasst über 21.000 Kunstwerke, die sich auf die Sammlungsbereiche amerikanische, lateinamerikanische und europäische Kunst sowie Antiken verteilen. Rund 18.000 der Werke gehören zur Grafiksammlung, die vor allem Arbeiten aus Europa und den Amerikas umfasst und dabei Beispiele aus allen bedeutenden Zentren der Druckgrafik enthält sowie die Breite der Drucktechniken abbildet. Bei den Erwerbungen im Bereich der Grafik wird – wie auch in den anderen Sammlungsbereichen – der Fokus zunehmend auf Artists of Color und Künstlerinnen gelegt, die bis dahin in der Sammlung unterrepräsentiert waren.

### Amerikanische Kunst
Der Bestand amerikanischer Kunst des 19. Jahrhunderts im Blanton Museum of Art hat einen besonderen Schwerpunkt auf Landschaften, insbesondere solchen des amerikanischen Westens. Viele dieser Werke stammen aus der Sammlung von C.R. Smith, einem Alumnus der University of Texas, der sich auf diese Werke spezialisiert hatte. Die Smith Collection umfasst unter anderem Henry F. Farneys Darstellungen indigener amerikanischer Kultur, Landschaften von Albert Bierstadt und Thomas Moran sowie Darstellungen der Cowboys in Montana von Charles M. Russell. Moderne Darstellungen finden sich unter anderem mit Lafayette Maynard Dixon, der in seiner Kunst von den Hopi beeinflusst war. Andere Werke aus der Smith Collection zeigen unter anderem das Leben auf der Ranch, den Oregon Trail, Büffeljagd, den Rush und militärische Konflikte der expandierenden amerikanischen Nation.

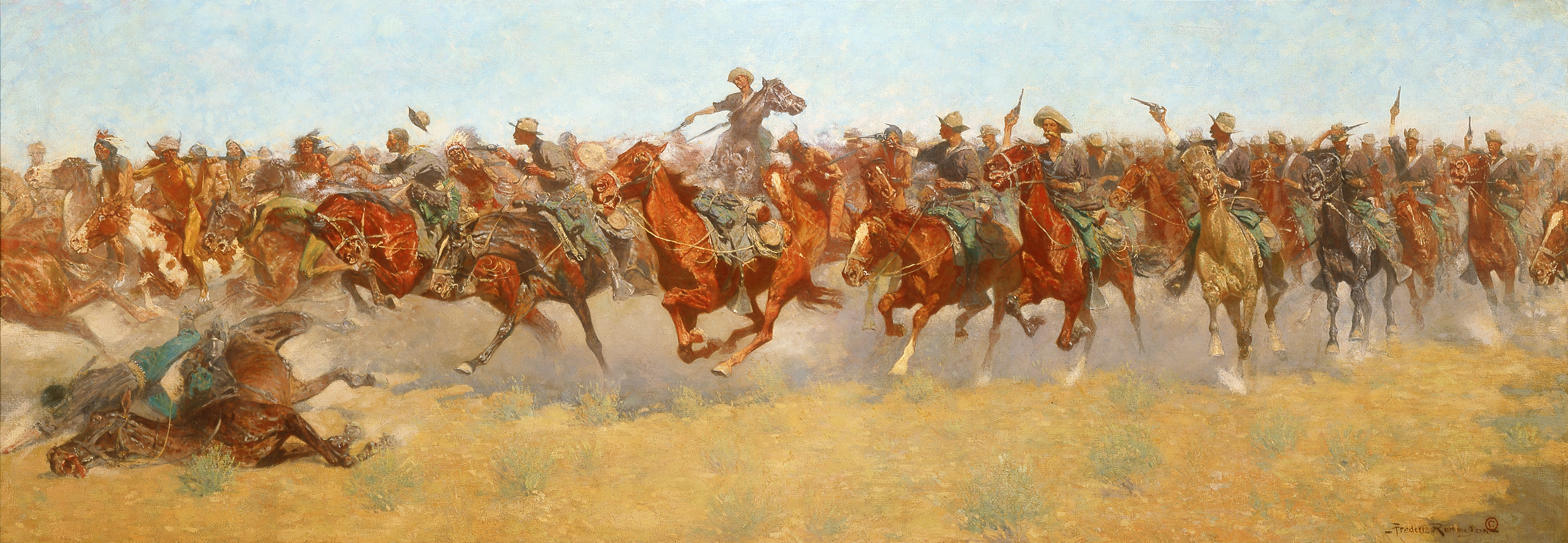
Frederic Sackrider Remington, The Charge (A Cavalry Scrap), Öl auf Leinwand, 124,5 × 348 cm, 1906.
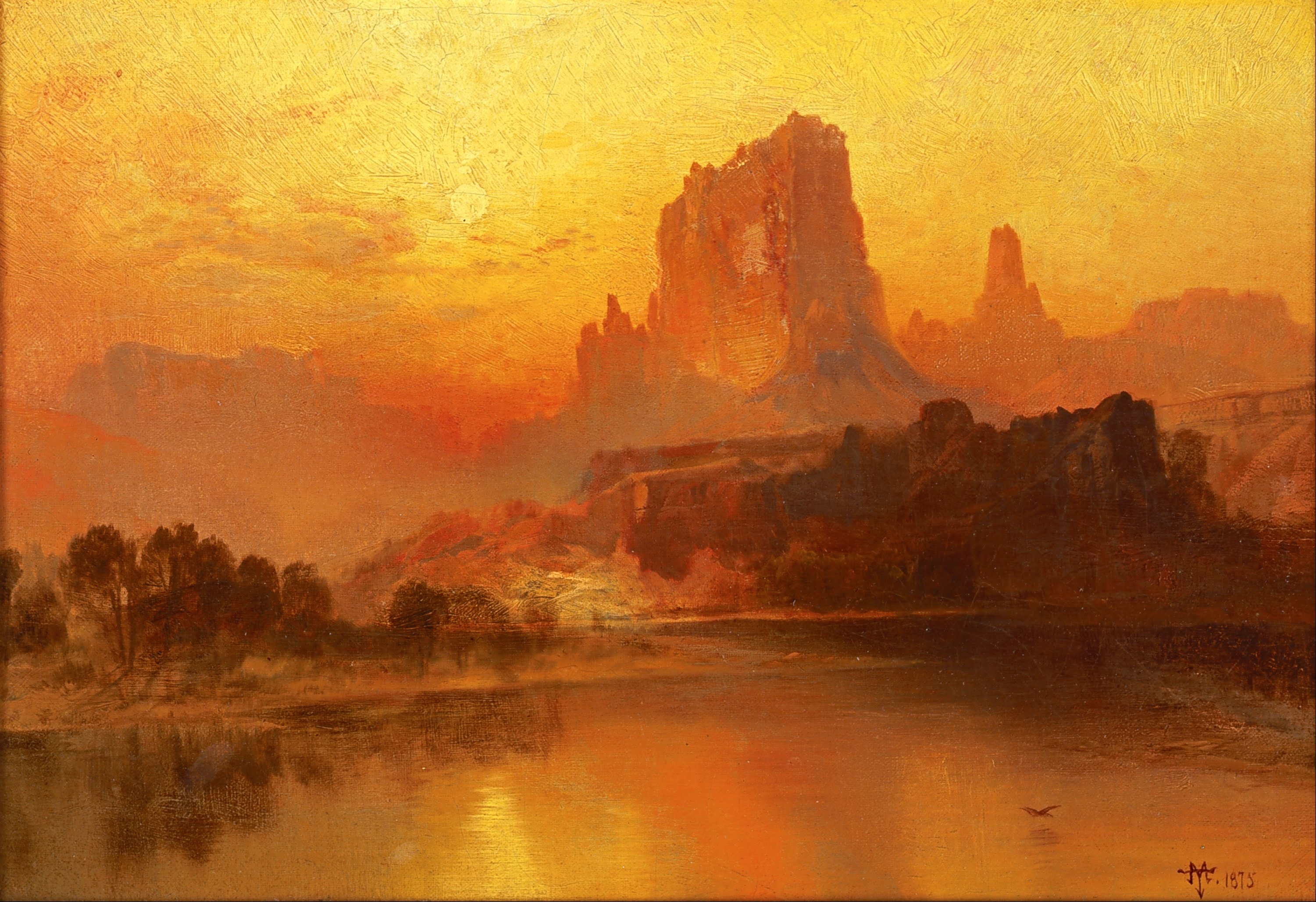
Thomas Moran, The Golden Hour, Öl auf Leinwand, 24,2 × 34,7 cm, 1875.
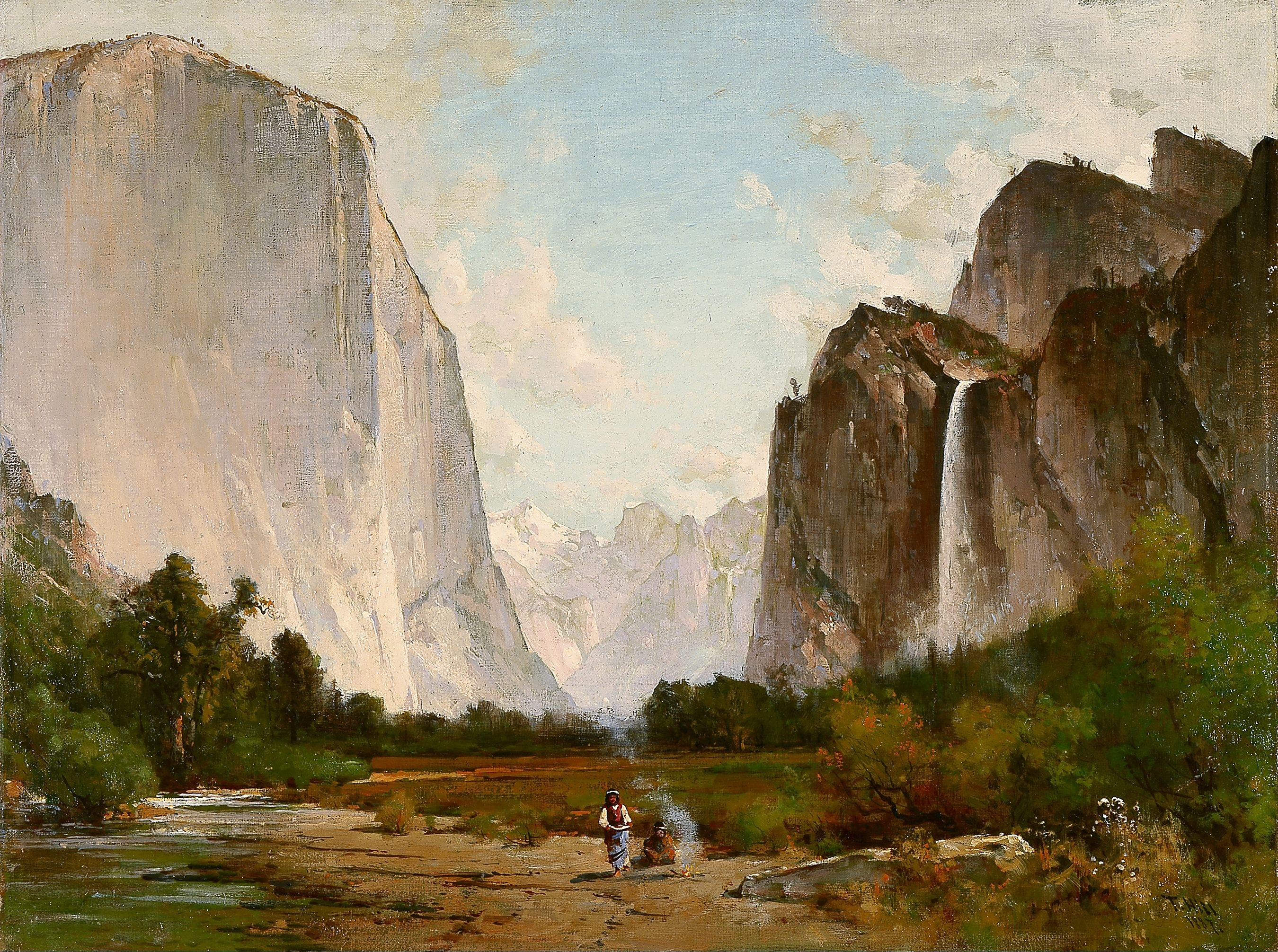
Thomas Hill, Yosemite, Öl auf Leinwand, 64,1 × 78,1 cm, 1887.
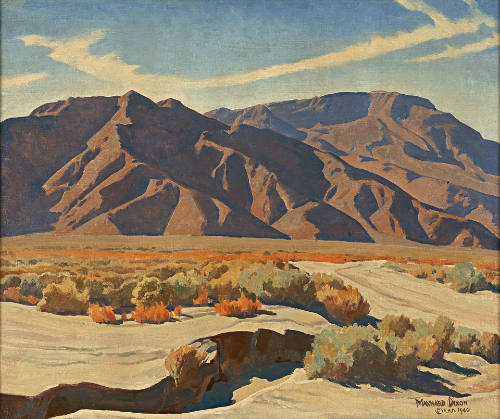
Lafayette Maynard Dixon, Desert Ranges, Öl auf Leinwand, 63,8 × 76,4 cm, 1940.

Die Sammlung amerikanischer Kunst seit 1900 umfasste im Jahr 2006 über 400 Werke der Malerei und Skulptur und ist von ihrem Kernbestand der Schenkung von James A. Michener und Mari Sabusawa Michener aus in stetigem Wachstum begriffen. Der Ursprung dieses Sammlungsbereichs liegt im Jahr 1960, drei Jahre bevor das Kunstmuseum der Universität gegründet wurde, als die New Yorker Longview Foundation der University of Texas ein Konvolut von Gemälden schenkte. Diese Schenkung umfasste Werke von Peter Agostini, Robert Mallary und weiteren Künstlern, die zu dieser Zeit in New York City aktiv und noch wenig beachtet waren. Als Wichtigstes von der Longview Foundation gestiftetes Werk gilt ein abstraktes Gemälde von Norman Lewis aus dem Jahr 1958, das vier Jahrzehnte lang im Depot verschwunden war. Fast 300 Gemälde der Sammlung stammen von den Micheners, welche die ab 1900 entstandenen Werke zwischen 1959 und 1975 zusammentrugen. Von 1975 an stellten sie dem Museum Mittel zum Erwerb von Kunstwerken zur Verfügung. Die Michener Collection bietet einen umfassenden Querschnitt der Kunstentwicklung in den USA und umfasst dabei auch herausragende Arbeiten wie eine der ersten Gouachen von Jacob Lawrence oder ein herausragendes Spätwerk von Hans Hofmann. Die Micheners hatten die Motivation, eine bildungsorientierte und instruktive Sammlung zu schaffen, die jungen Menschen zur Verfügung stehen sollte. Deswegen suchten sie nach einer öffentlichen Universität mit einer vielfältigen Studierendenschaft, die ihre Sammlung ausstellen und erforschen konnte, und entschieden sich für die University of Texas at Austin als Kooperationspartner. Die Micheners schenkten die Werke, von denen die meisten nie in den privaten Räumlichkeiten hingen, in zwei Blöcken in den Jahren 1968 und 1991. Dieser Bestand ließ das damalige University Art Museum zu einer der bedeutendsten universitären Sammlung amerikanischer Malerei aufsteigen. In der Folge wurde die Museumssammlung mit Hilfe weiterer Unterstützer wie etwa Jack S. Blanton und seiner Familie, Mary und Jack Bartholow sowie Jeanne und Michael Klein, letztere mit ihrer eigenen Erfahrung des Umgangs mit der Michener-Stiftung als Studierende der UT Austin. Die Kleins sind mit dem Museum eine Partnerschaft eingegangen, bei der sie Werke mit Zugriff auf die Expertise der Institution erwerben und als zukünftige Schenkungen vorsehen sowie ihre Netzwerke miteinander in Zusammenspiel bringen. Mit Mitteln der Kleins gelang es dem Museum, Werke aufstrebender Künstler wie Trenton Doyle Hancock, Oliver Herring und Amy Sillman zu erwerben; außerdem gab es Ankäufe auf Ausstellungen des von den Kleins unterstützten Artspace in San Antonio. Die Judith Rothschild Foundation unterstützte darüber hinaus das Blanton Museum of Art mit Mitteln zum Erwerb in jüngerer Zeit verstorbener und weniger beachteter Künstler und Künstlerinnen wie Ana Mendieta, Lee Zolano und George Sugarman. Die Erwerbungspolitik spiegelt zum Teil auch Wünsche des Lehrkörpers wider. So regte zum Beispiel die Professorin Linda Henderson den Kauf von Werken an, die als Beispiele in der Lehre herangezogen werden können.
Die Sammlung amerikanischer Kunst von 1900 bis in die 1940er-Jahre bildet den Stilpluralismus dieser Zeit ab. Das recht kleine Konvolut von Werken der frühen modernen Kunst umfasst unter anderem Marsden Hartley, Arthur Doves, John Martin, Stanton Macdonald-Wright, den frühen Stuart Davis sowie das bedeutende Doppelbild von Marguerite Zorach und William Zorach. Die Kunst der Ära der Great Depression ist umfassend vertreten, da diese Zeit den jungen James A. Michener besonders geprägt hatte. Zu diesem Block gehören Werke von Thomas Hart Benton, Philip Evergood, Raphael Soyer sowie eine frühe Landschaft des damals erst 17-jährigen Jacob Lawrence, das den Beginn seiner stilistischen Entwicklung aufzeigt. Werke von Stuart Davis, Arthur Garfield Dove, Arshile Gorky und Max Weber zeigen die Hinwendung zur Moderne als Folge des transatlantischen Austausches auf.

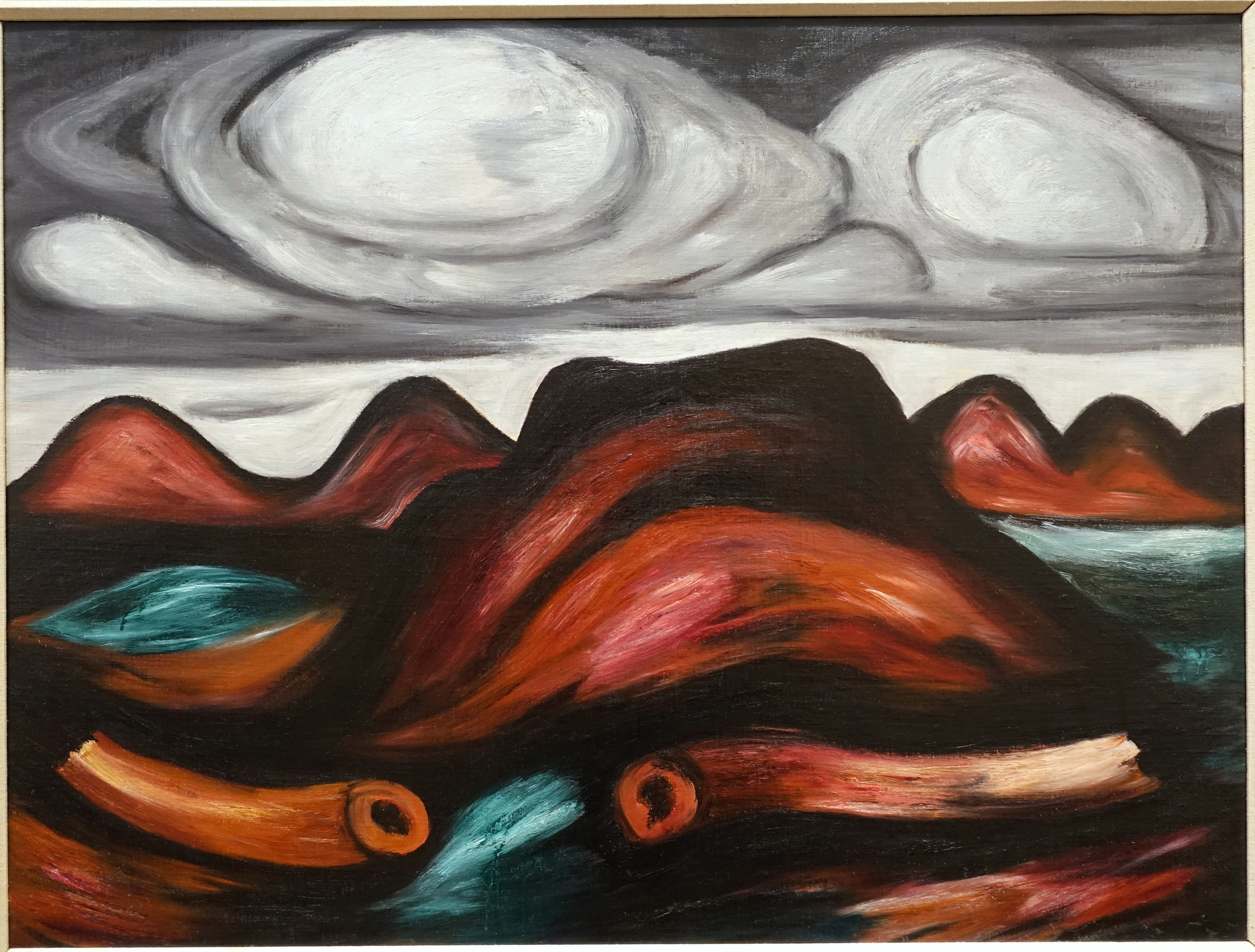
Marsden Hartley, New Mexico Recollection No. 12, Öl auf Leinwand, 76,6 × 101,7 cm, 1922–1923.
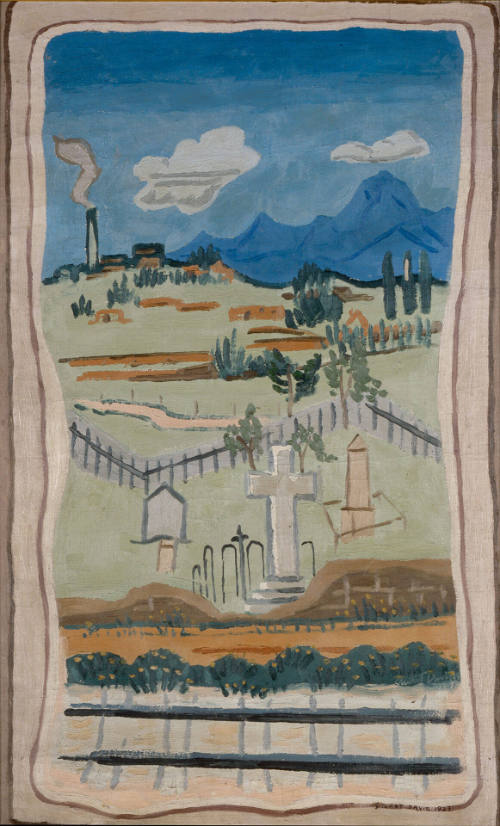
Stuart Davis, Landscape, 91,6 × 56 cm, Öl auf Leinwand, 1923.
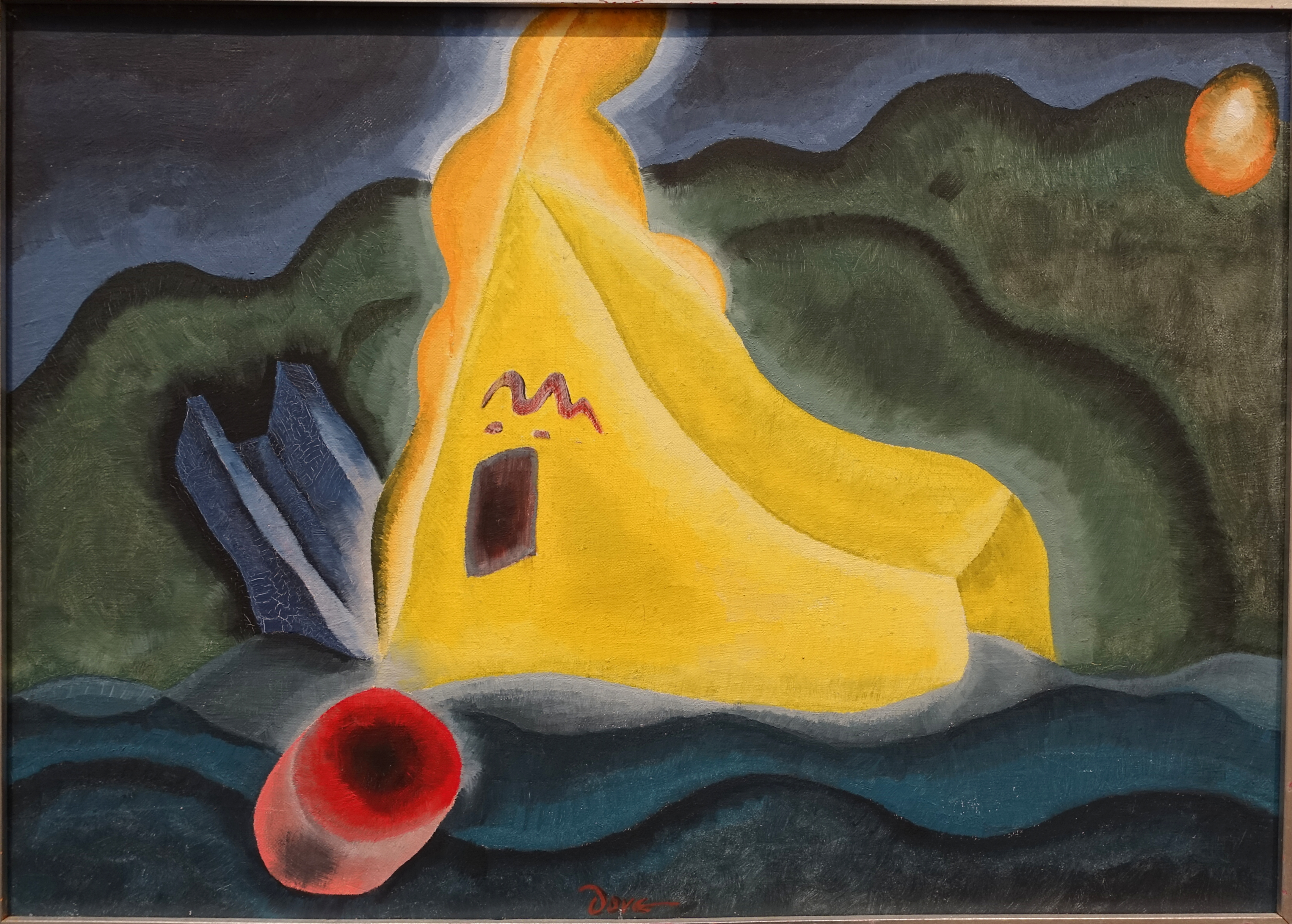
Arthur Garfield Dove, Good Breeze, 50 × 70 cm, Öl auf Leinwand, 1931.
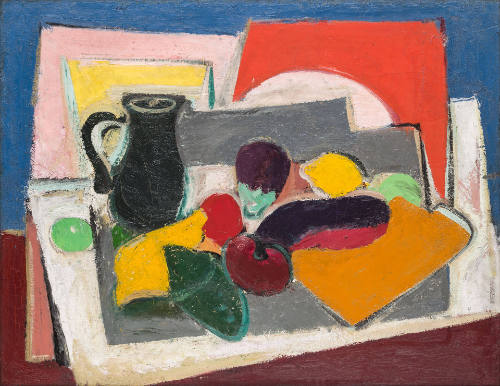
Arshile Gorky, Still Life (Composition with Vegetables), Öl auf Leinwand, 71,3 × 91,6 cm, um 1928,

Die Nachkriegsmoderne ist mit verschiedenen Positionen der abstrakten Kunst vertreten. Dabei fehlen zwar wichtige Vertreter des Abstrakten Expressionismus, jedoch verfügt das Blanton Museum über ein kleines Gemälde von Mark Rothko, das seine ersten Schritte hin zur Abstraktion illustriert. Das Gemälde The Armor Must Change von Bradley Walker Tomlins gibt ein frühes Beispiel der Experimente mit gesturalen Bildern in der Gruppe der Abstrakten Expressionisten Mitte der 1940er-Jahre. Aus den späten 1950er- und frühen 1960er-Jahren, als sich der Stil durchgesetzt hatte, stammen bedeutende Arbeiten von Hans Hofmann, Adolph Gottlieb, William Baziotes, Joan Mitchell, Franz Kline und Alfred Leslie. Als Gegenbewegung zu diesem hegemonialen, aus New York stammenden Stil, bildeten sich zum einen eine harte, geometrische Abstraktion und Figuration sowie die Farbfeldmalerei heraus. Vertreten werden sie in der Sammlung durch Al Held, Helen Frankenthaler, Ellsworth Kelly, Elmer Bischoff und Kenneth Noland. Die folgende Generation der Pop Art und ihrer Vorläufer repräsentieren Robert Indiana, Peter Saul, John Wesley und ungewöhnliche Frühwerke von Jim Dine, der dreidimensionale Elemente in sein Gemälde Four Coats aus dem Jahr 1961 integriert hatte, und Lee Lozano, die 1967–1970 mit ihrem Werk Stroke über die einfache, flache Leinwand hinausging. Von Tom Wesselmann besitzt das Blanton Museum of Art mit 3-D Drawing 1964 (For Still Life No. 42) ein auffälliges, dreidimensionales Stillleben.
Die Abstraktion der späten 1960er-Jahre ist in der Sammlung breit vertreten. Neben einem klassischen Diptychon von Jo Bear und wichtigen Frühwerken von Brice Marden und Richard Tuttle finden sich auch viele nicht zum Kern des Kanons gehörende Positionen wie etwa Mary Corse, Alan Cote und Lawrence Stafford. Bei einem Werk von Carl Andre handelt es sich um eine der seltenen Skulpturen aus dieser Zeit, da das Blanton Museum of Art erst in jüngster Vergangenheit begann, auch verstärkt jenseits der Malerei und Grafik zu sammeln. Die Michener Collection, die den Kern des Bestandes ausmachte, ging vom Primat der Malerei aus und fokussierte sich zudem stark auf New York City als künstlerisches Zentrum. Die Ankaufspolitik des Museums seit den 1990er-Jahren hat versucht, diese enge Perspektive auf die Entwicklung der amerikanischen Kunst zu erweitern. Dabei spielte erst eine Beziehung der Werke zur Wand eine Rolle, um die Kontinuität mit dem vorhandenen Sammlungsbestand zu wahren. Dann folgte eine Hinwendung zur freien Skulptur mit Werken von unter anderem Stephen Antonakos, Rachel Harrison, Jesus Moroles, Louise Nevelson, Alan Saret, George Segal und George Sugarman. Die amerikanische Kunst seit 1970 ist mit Werken der Malerei, Skulptur, Fotografie, Textil- und Medienkunst präsent. Daneben gibt es Werke wie das aus Plastikkämmen geschaffene Porträt Madam C. J. Walker von Sonya Clark, die neue und unerwartete Materialien verwenden. Einen besonderen Impuls gab dabei die Ausstellung Negotiating Small Truths, die das Museum 1999 veranstaltete und von Kunstkritikern positiv aufgenommen wurde. In der Folge wurden unter anderem Werke von Radcliffe Bailey, Emily Jacir, Wangechi Mutu, David Reed und Bill Viola erworben. Mit der dynamischen und ausgeglichenen Ankaufspolitik seit den 1990er-Jahren möchte das Museum die Stadtgesellschaft, der es dienen möchte, abbilden und Raum für den Diskurs über soziale Gerechtigkeit bieten.
Einen besonderen Schwerpunkt der Sammlung machen künstlerische Positionen aus Texas aus. Werke von Künstlern wie David Bates, Derek Boshier, Melissa Miller, Jack Mims und Frank X. Tolbert gehören zum älteren Sammlungsbestand. Dieser wurde ergänzt um Positionen seit den 1980er-Jahren von unter anderem Celia Alvarez Muñoz, Jesse Amado, Vernon Fisher, Benito Huerta, Luis Jiménez, John Pomara, Claudia Reese und Gael Stack. Die „post-Texas“-Generation wird von Künstlern wie etwa Trenton Doyle Hancock, Annette Lawrence, Dario Robleto und Brent Steen vertreten. Das Blanton Museum of Art besitzt zudem rund 500 Werke der Latino oder auch Latinx Art, die von Künstlern geschaffen wurden, die lateinamerikanischer Herkunft sind, jedoch in den USA geboren oder in diese eingewandert sind und dort ihr künstlerisches Schaffen entfaltet haben. Dieser Bestand verbindet die Sammelgebiete der amerikanischen und lateinamerikanischen Kunst und hat einen breiten künstlerischen und historischen Kontext, der von den indigenen Kulturen Amerikas und das spanische Kolonialreich bis in die Zeitgeschichte der USA, der Dominikanischen Republik, Kubas, Mexikos, Puerto Ricos und Zentralamerikas reicht. Neben Künstlern, die als mexikanisch-amerikanisch, hispanisch, kubanisch-amerikanisch, Chicano, Tejano sowie Nuyorican eingeordnet werden können, umfasst der Begriff der Latino Art in seiner breiteren Auslegung auch die Kunst von Einwanderern aus Südamerika.

### Lateinamerikanische Kunst

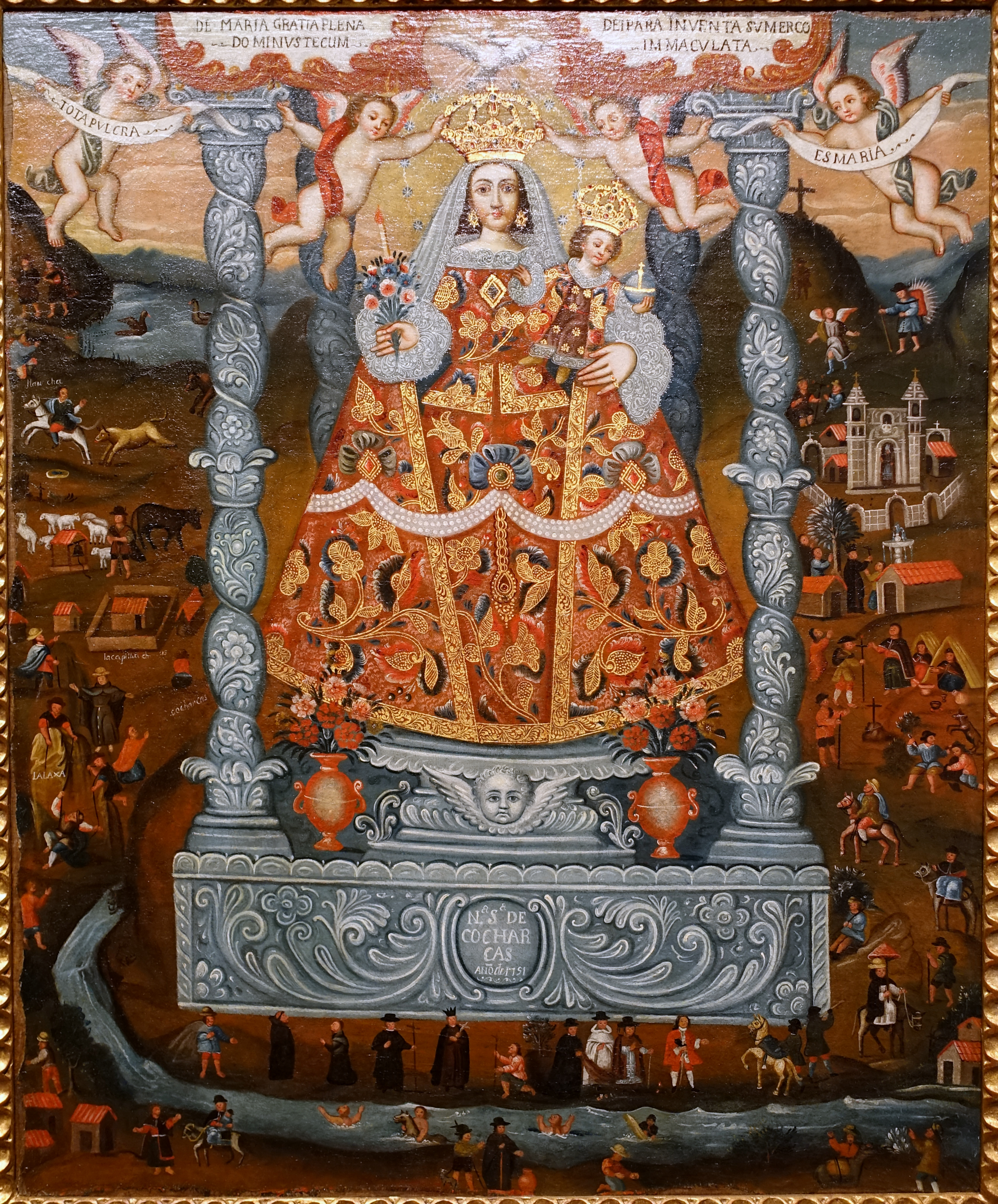
Unbekannter peruanischer Künstler, Unsere Liebe Frau von Cocharcas, Öl auf Leinwand, 1751.

Die Kunst des kolonialen, spanischen Amerikas umfasst rund 80 Gemälde auf Leinwand, Glas und Kupfer sowie elf Skulpturen, meist aus Holz und polychrom gefasst, aber auch aus Huamanga-Stein. Sie stammen aus Bolivien, Guatemala, Mexiko, Peru und Venezuela zwischen 1650 und 1850. Inhaltlich dominieren katholische Themen, daneben gibt es eine Reihe ziviler Porträts. In jüngster Zeit kamen mit einer Schenkung der Fundación Patricia Phelps de Cisneros im Jahr 2016 und dem Ankauf der Roberta and Richard Huber Collection im Jahr 2018 13 Skulpturen aus dem Brasilien des 18. Jahrhunderts hinzu. Zum Sammlungsbereich Spanisch-Amerika gehören zudem 67 Möbelstücke. Einige wurden in den Vizekönigreichen Nueva Granada und Peru zwischen 1650 und 1830 mit lokalen Materialien wie dem Lack des Mopa-Mopa-Baumes, Schildkrötenpanzern und Knochen hergestellt, andere in Venezuela von Handwerkern wie Domingo Gutiérrez und Joseph P. Whiting unter anderem aus Mahagoni gefertigt. Das Museum besitzt weiterhin 41 Silberobjekte aus Argentinien, Bolivien, Goa, Mexiko, Peru und Spanien, die religiöse und säkulare Funktionen erfüllten.
Die Sammlung lateinamerikanischer Kunst des 20. Jahrhunderts im Blanton Museum of Art gehört mit über 4500 Werken von mehr als 600 Künstlern neben denen des Museum of Modern Art in New York City, des Art Museum of the Americas des Office of American States in Washington D.C., des Museum of Fine Arts, Houston und des Phoenix Art Museum zu den größten und umfassendsten dieser Art in den Vereinigten Staaten. Gemeinsam mit diesen Sammlungen hatte sie einen großen Einfluss darauf, was unter lateinamerikanischer Kunst verstanden wird. Der Aufbau dieses Sammlungskomplexes steht dabei im engen Zusammenhang mit der Entwicklung der Lateinamerikastudien an der UT Austin vor dem Hintergrund des Kalten Krieges. Das Wachstum dieses Fachbereichs und seiner Bibliothek, gemeinsam mit den Zuwendungen von Spendern für die Erweiterung der Sammlung sowie gute Kontakt zu lateinamerikanischen Kollegen bildeten die Grundlage für das kontinuierliche Wachstum des Kunstbestandes.
Als das damalige University Art Museum begann, Kunst aus Lateinamerika zu erwerben, war sie noch Teil des Sammlungsbereichs der amerikanischen Kunst, da der Museumsdirektor Goodall den hemisphärischen Zuschnitt dieser Abteilung betonte. Im Jahr 1970 wurde der Archer M. Huntington Museum Fund genutzt, um 23 Werke von unter anderem den Argentiniern Antonio Berni, Romulo Macció und Antonio Seguí, den Brasilianern Almir Mavignier und Mira Schendel, den Kolumbianern Luciano Jaramillo und Juan Antonio Roda, dem Peruaner Fernando de Szyszlo und dem Uruguayer José Gamarra zu erwerben. Darüber hinaus wurde die Sammlung in den späten 1960er- und frühen 1970er-Jahren durch die Schenkungen verschiedener Mäzene ergänzt, besonders bedeutend war dabei Thomas M. Cranfill, der Englischprofessor an der UT Austin war. Die wichtigste Erweiterung dieses Sammlungskomplexes stellte die Schenkung von 53 Gemälden durch Barbara Duncan im Jahr 1971 dar. Im Verlauf der 1970er- und 1980er-Jahre übertrug Duncan dem Museum weitere Werke, so dass sich aus ihrem Besitz insgesamt 200 Gemälde und 1200 Zeichnungen in der Sammlung befinden. 1988 berief das Museum mit Mari Carmen Ramírez die erste Kuratorin für lateinamerikanische Kunst in den Vereinigten Staaten und intensivierte damit wieder die Aktivitäten in diesem Sammlungsbereich, die nach Goodalls Ausscheiden als Direktor merklich nachgelassen hatten. Aber erst im Jahr 2001 begann das Blanton Museum wieder umfangreich zeitgenössische Kunst aus Lateinamerika zu sammeln, was in der Folge zum größten Sammlungszuwachs seit den 1970er-Jahren führte. Für die 1980er- und frühen 1990er-Jahre lassen sich deshalb zum Teil nur eine begrenzte Zahl von Vergleichswerken finden. Die neue Ankaufskampagne ging einher mit ähnlichen Bemühungen seit dem Jahr 2000 von Institutionen wie dem Museum of Modern Art, das der lateinamerikanischen Kunst wieder verstärkt Aufmerksamkeit schenkte, dem Museum of Fine Arts in Houston, dem Los Angeles County Museum of Art und der Tate Gallery in London. Die Sammlung des Blanton Museums, die lange Zeit recht isoliert war, ist seit den 2000er-Jahren Teil eines immer intensiver werdenden Netzwerkes von Institutionen, Privatsammlern und Wissenschaftlern. Für den 2006 erschienenen Katalog zur Sammlung wurde eine vielfältige Gruppe von Beitragenden aus den USA, Europa und Lateinamerika herangezogen, welche der Expansion des Feldes Rechnung trugen.
Die erste Hälfte des 20. Jahrhunderts ist in der Sammlung mit relativ wenigen Beispielen vertreten. Das Museum besitzt unter anderen die kleine Bronze El guitarrista des Argentiniers Pablo Curatella Manes sowie Gemälde und Papierarbeiten von Joaquín Torres-García aus Uruguay und Candido Portinari aus Brasilien. Mit Cuauhtemoc des Mexikaners David Alfaro Siqueiros gehört unter anderem eines seiner Gemälde, das ein Vorläufer seines Murals Torment of Cuauhtemoc im Palacio de Bellas Artes in Mexiko-Stadt ist und für den Kampf des Künstlers zwischen Resignation über das Scheitern oppositioneller Politik und Hoffnung auf einen letztendlichen Sieg des Sozialismus nach seiner Rückkehr aus dem Exil nach Mexiko im Jahr 1944 steht, zur Sammlung des Blanton Museums.
Den Kern des Sammlungsbestandes macht immer noch die Schenkung von Barbara Duncan aus. Zu ihr gehören unter anderem Werke von Alejandro Obregón, Jorge de la Vega, Fernando de Szyszlo, Juan Antonia Roda, Carlos Raffael Ferrer, Mira Schendel, José Antonio Fernández-Muro, Óscar Muñoz, Luis Felipe Noé und Miguel Angel Rios. Über die Jahre wurden diese Bestände durch weitere Schenkungen ergänzt. So kamen über José Mindlin brasilianische Gemälde und Papierarbeiten in die Sammlung, Ronald Christ steuerte chilenische Werke, insbesondere von Catalina Parra, bei. Die Spannbreite der Sammlung zeigen etwa die Linolschnitte mit politischen Motiven von Leopoldo Méndez, die farbigen Abstraktionen der Drucke und Gemälde des Guatemalteken Carlos Mérida, sowie die in den Raum ausgreifenden Installationen wie Pintura abstracta: Rust, Gold, Black des Argentiniers Cesar Paternosto auf. Die Farblithographien der Serie La Saga de Sandino des Nicaraguaners Armando Morales beschäftigen sich mit dem Kampf Augusto César Sandinos gegen die US-Besetzung Nicaraguas von 1926–1933 und stehen in der Tradition der Historienmalerei. Hinzu kommen unter anderem weitere Konvolute kubanischer zeitgenössischer Kunst und Kunst aus Paraguay seit den 1960er-Jahren. In den 1990er-Jahren kaufte das Museum unter anderem Luis Camnitzer Uruguayan Torture Series aus dem Jahr 1983 sowie zwei der Airmail Paintings des Chilenen Eugenio Dittborn aus der Mitte der 1980er-Jahre an. Die aus 600.000 Münzen, 800 Hostien, 2000 Rinderknochen, 80 Pflastersteinen und schwarzen Tuch bestehende raumgreifende Installation Missão/Missões des Brasilianers Cildo Meireles wurde 1998 erworben, nachdem sie bereits 1992 in der Ausstellung Encounters/Displacement im Museum zu sehen war.
Die Abstraktion der 1960er- und 1970er-Jahre in Lateinamerika ist mit Beispielen der wichtigen Vertreter der geometrischen Abstraktion repräsentiert. So gehört unter anderem der Argentinier Rogelio Polesello mit kurz nach 1970 entstandenen, an die Op-Art erinnernden Gemälden zur Sammlung des Museums. Der Venezolaner Gego schuf hingegen auf die Linie fokussierte Papierarbeiten. Gyula Kosice aus Argentinien vertritt unter anderem mit Lichtarbeiten das Movimiento Madi. Weitere Positionen sind etwa Carlos Silva, Carlos Rojas, Sérgio de Camargo, Omar Rayo, Miguel Angel Vidal, Eduardo MacEntyre und Ary Brizzi.

### Europäische Kunst
Der Bestand europäischer Alter Meister in der Sammlung des Blanton Museum of Art geht insbesondere auf die 1998 erworbene Suida-Manning Collection von rund 250 Gemälden und 400 Zeichnungen zurück. Zuvor umfasste dieser Sammlungsteil nur rund 30 Gemälde. Der Kunsthistoriker William Suida hatte Anfang des 20. Jahrhunderts in Wien begonnen, Kunst zu sammeln, und setzte dies auch nach seiner Emigration 1939 in die USA, wo er unter anderem Samuel H. Kress beriet, fort. Seine Sammlung reflektierte dabei den Schwerpunkt seiner kunsthistorischen Arbeit auf dem Gebiet der norditalienischen Malerei. Nach seinem Tod setzten seine Tochter Bettina Manning und ihr Ehemann Robert L. Manning die Sammlungsaktivitäten mit einem Schwerpunkt auf der italienischen und italienisch beeinflussten Barockmalerei fort. Herausragend sind dabei die Bereiche der Milaneser Malerei des späten 15. und frühen 17. Jahrhunderts, der Caravaggeschi, der römischen Landschaftsmalerei, der venezianischen Malerei des 18. Jahrhunderts sowie der Genueser Malerei. Darüber hinaus hat die Suida-Manning Collection Stärken im Bereich der Zeichnung des deutschen Barocks und der französischen Malerei des 17. Jahrhunderts.
Das wohl älteste Werk in der Sammlung europäischer Malerei und Grafik ist die Madonna mit Kind und Engeln von Giovanni dal Ponte aus den 1410er-Jahren, das in seiner Ikonographie noch dem Mittelalter verbunden ist und am Übergang zur Renaissance in Florenz steht. Von Luca Cambiaso hat das Blanton Museum 2004 die Madonna mit Kind und dem jungen Johannes den Täufer als Ergänzung zu den sechs Gemälden und zwei Dutzend eigenhändigen Zeichnungen aus der Suida-Manning Collection erworben. Dieses Konvolut stellt die bedeutendste Werkgruppe dieses Künstlers außerhalb von Genua dar. Mit Diana und Kallisto besitzt das Blanton Museum ein Beispiel der auf Kupfer ausgeführten Gemälde von Jan Brueghel der Ältere und Hendrick van Balen. Claude Vignons David mit dem Kopf Goliaths ist ein prominentes Beispiel für den Carravagismus bei den französischen Malern im Rom des frühen 17. Jahrhunderts. Es entstand in einer wichtigen Phase für die Entwicklung dieses Malers vor dessen Rückkehr nach Paris 1623. Weitere Werke stammen unter anderem von Sebastiano del Piombo, Giovanni Battista della Cerva, Jacopo da Empoli, Paolo Veronese, Peter Paul Rubens, Guercino, Sebastiano Ricci, Anton Kern und Giovanni Domenico Tiepolo.

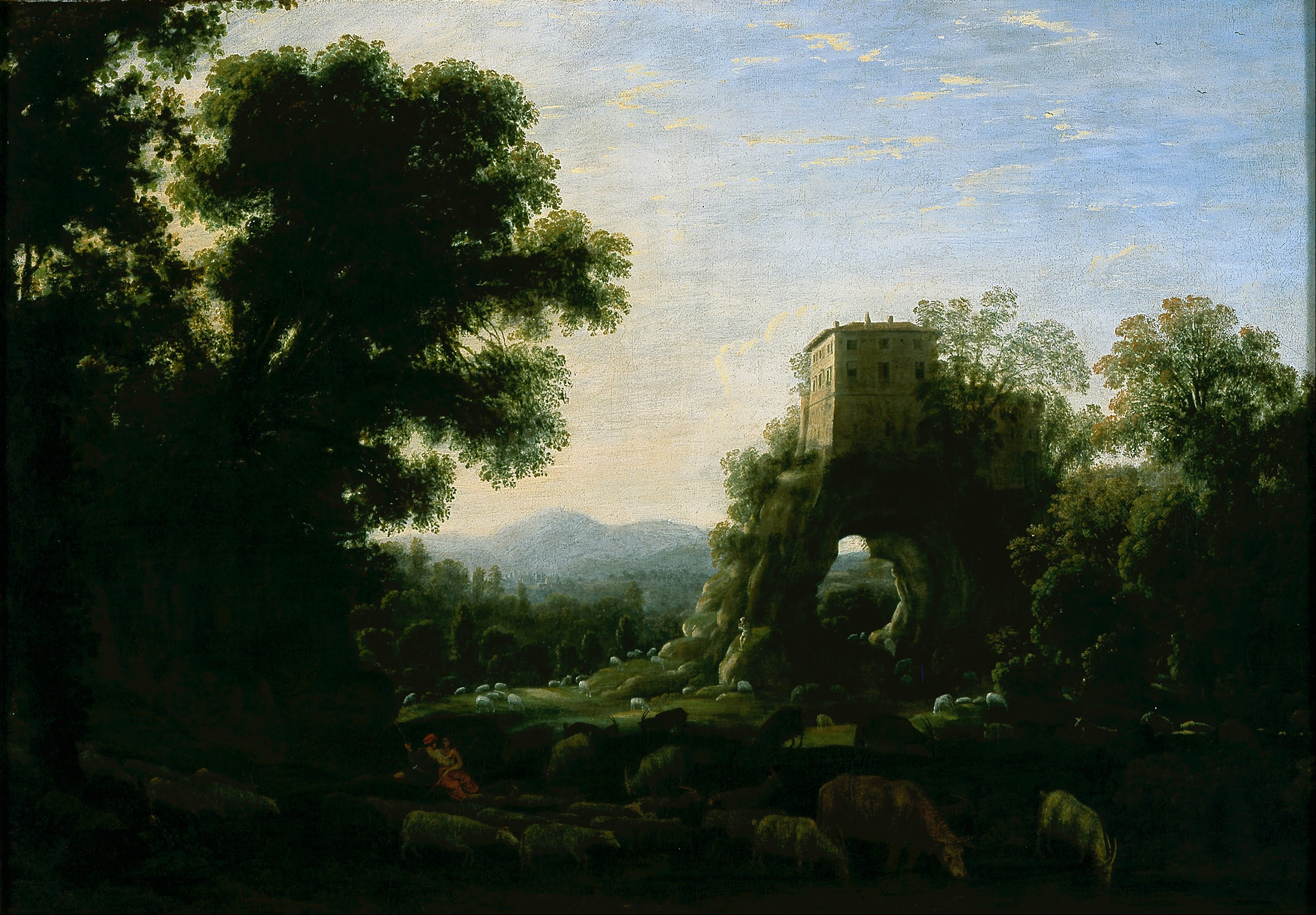
Claude Lorrain, Pastorale Landschaft, Öl auf Leinwand, 61,5 × 88 cm, 1628/1630.
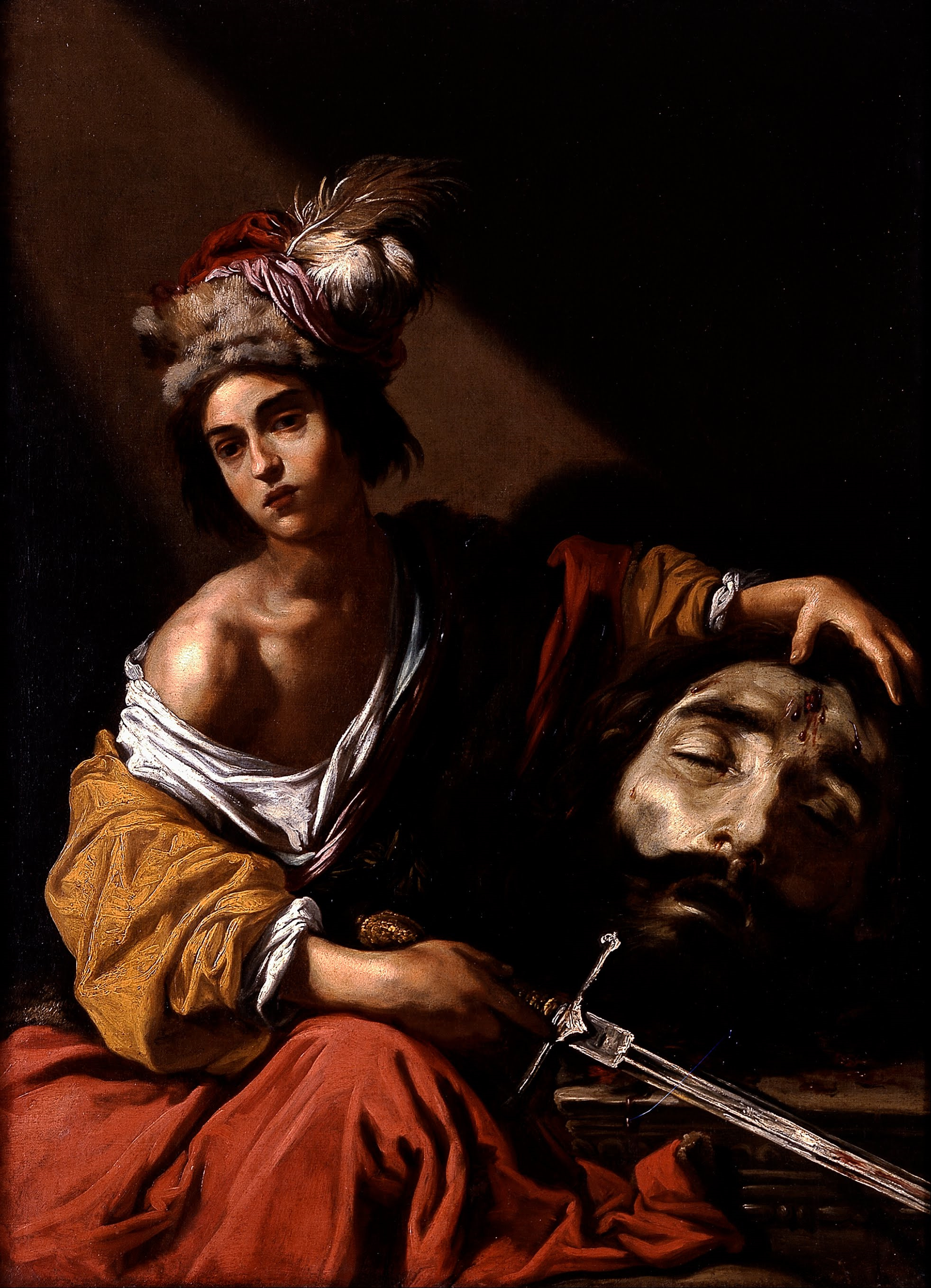
Claude Vignon, David mit dem Kopf Goliaths, Öl auf Leinwand, 133,7 × 98 cm, 1620–1623.
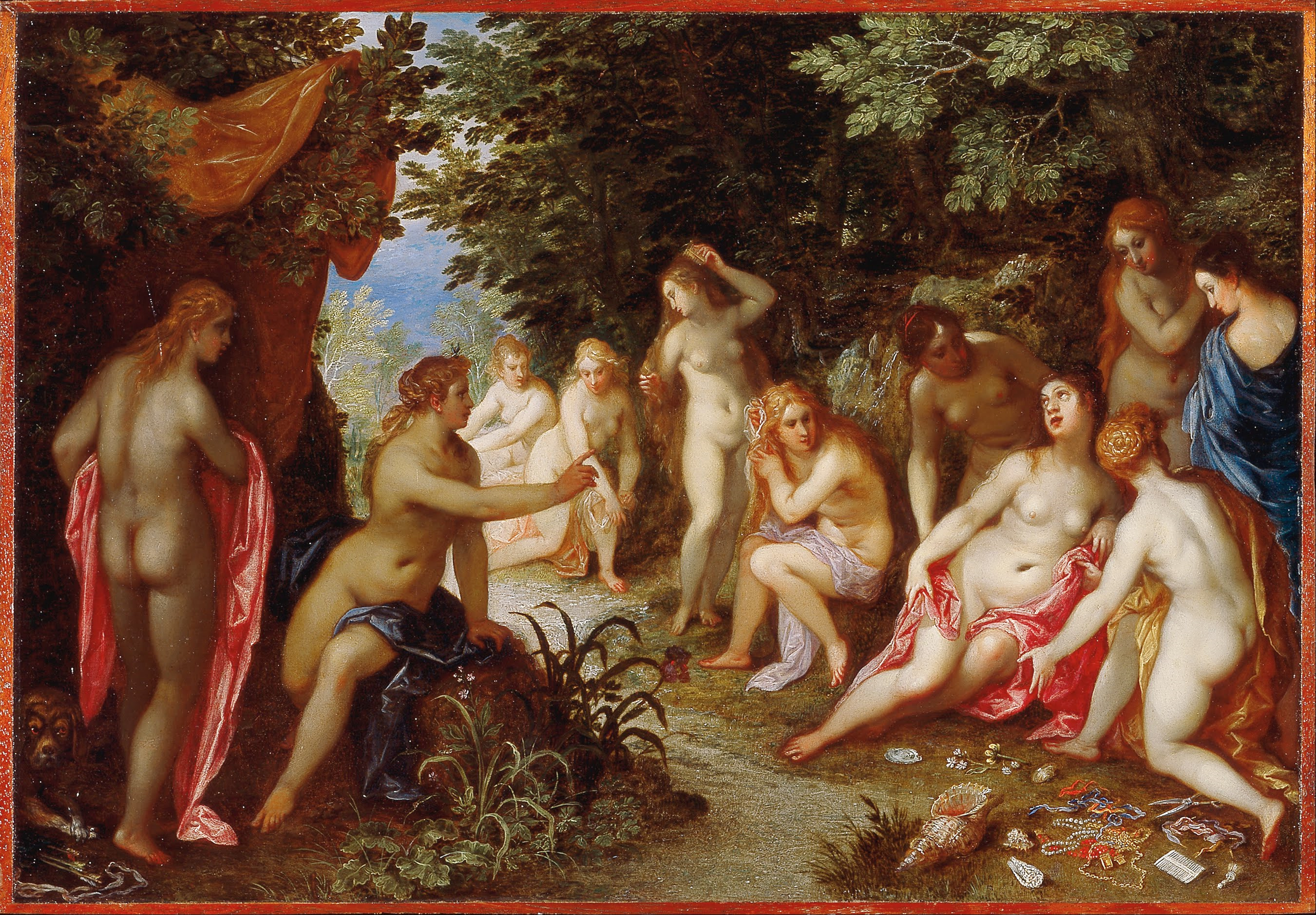
Jan Brueghel der Ältere, Hendrick van Balen, Diana und Kallisto, Öl auf Kupfer, 26 × 37,6 cm, 1505–1608.
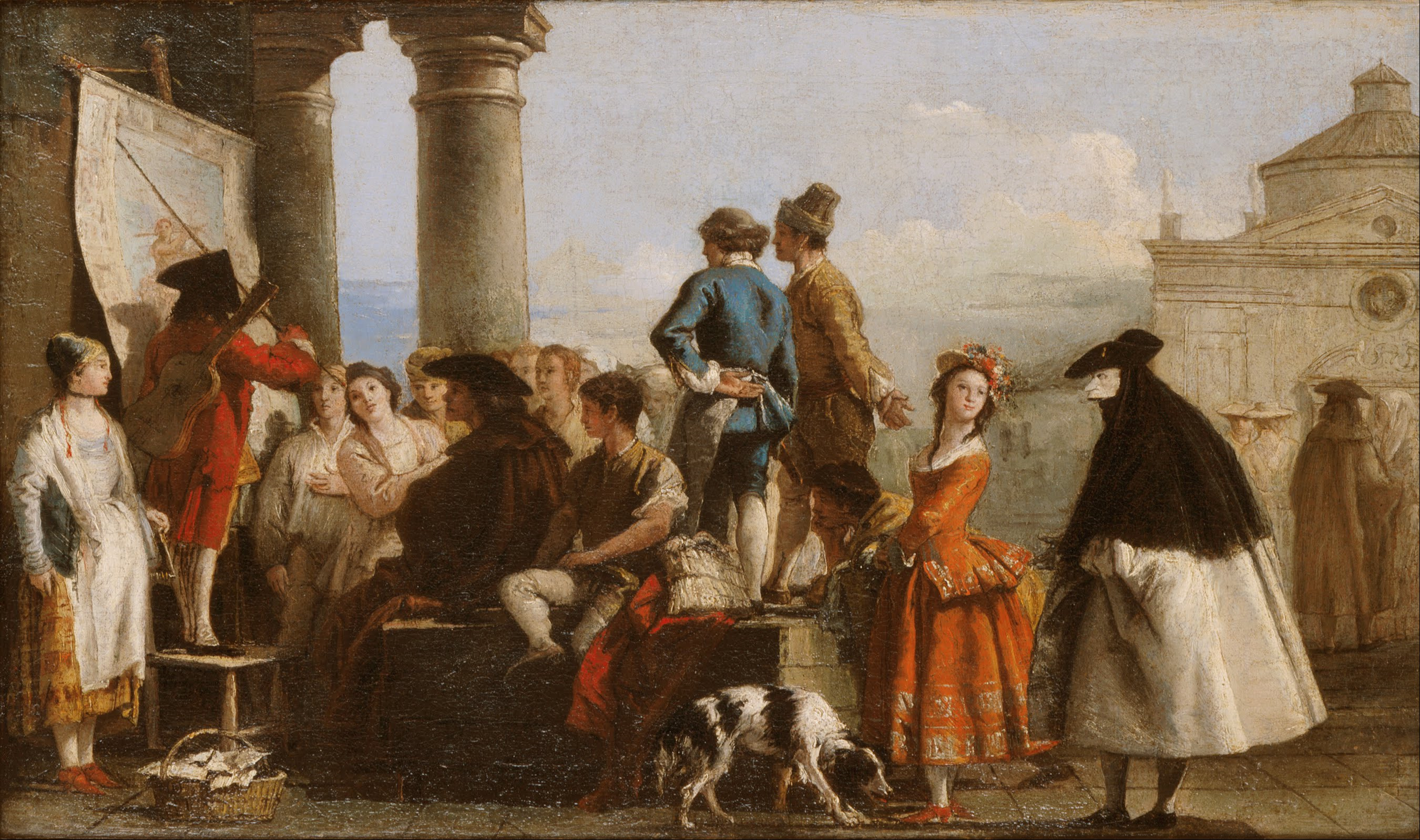
Giovanni Domenico Tiepolo, Der Geschichtenerzähler, Öl auf Leinwand, 33,8 × 57,1 cm, Mitte der 1770er-Jahre.

Die Sammlung von Grafiken umfasst unter anderem Werke von Albrecht Dürer, Heinrich Aldegever, Lucas van Leyden, Hanns Lautensack, Rembrandt van Rijn, Adriaen van Ostade und Jean Morin nördlich der Alpen sowie Marcantonio Raimondi, Giorgio Ghisi, Parmigianino, Jusepe de Ribera und Giovanni Benedetto Castiglione südlich der Alpen, die aus der Renaissance und dem Barock stammen. Das 18. Jahrhundert ist beispielsweise mit Jean-Antoine Watteau, Pierre-Alexandre Aveline, Giovanni Battista Piranesi, Giovanni Battista Piazzetta sowie William Hogarth vertreten. Die Kunst des 19. und 20. Jahrhunderts aus Europa ist vor allem über Grafiken im Blanton Museum of Art repräsentiert. So unter anderem mit Arbeiten von Francisco de Goya, Karl Friedrich Schinkel, Eugène Delacroix, Thomas Girtin, William Turner, Édouard Manet, Edgar Degas, Paul Cézanne, Georges Braque, Emil Nolde, Käthe Kollwitz, Wassily Kandinsky und Pablo Picasso. Zu den jüngsten Arbeiten gehört die Lithographie Ohne die Rosen tun wir's nicht! Da könnten wir ja nicht mehr denken von Joseph Beuys, die auf einem Foto aus dem ZEITMagazin basiert und ihn motivisch als Revolutionär inszeniert.

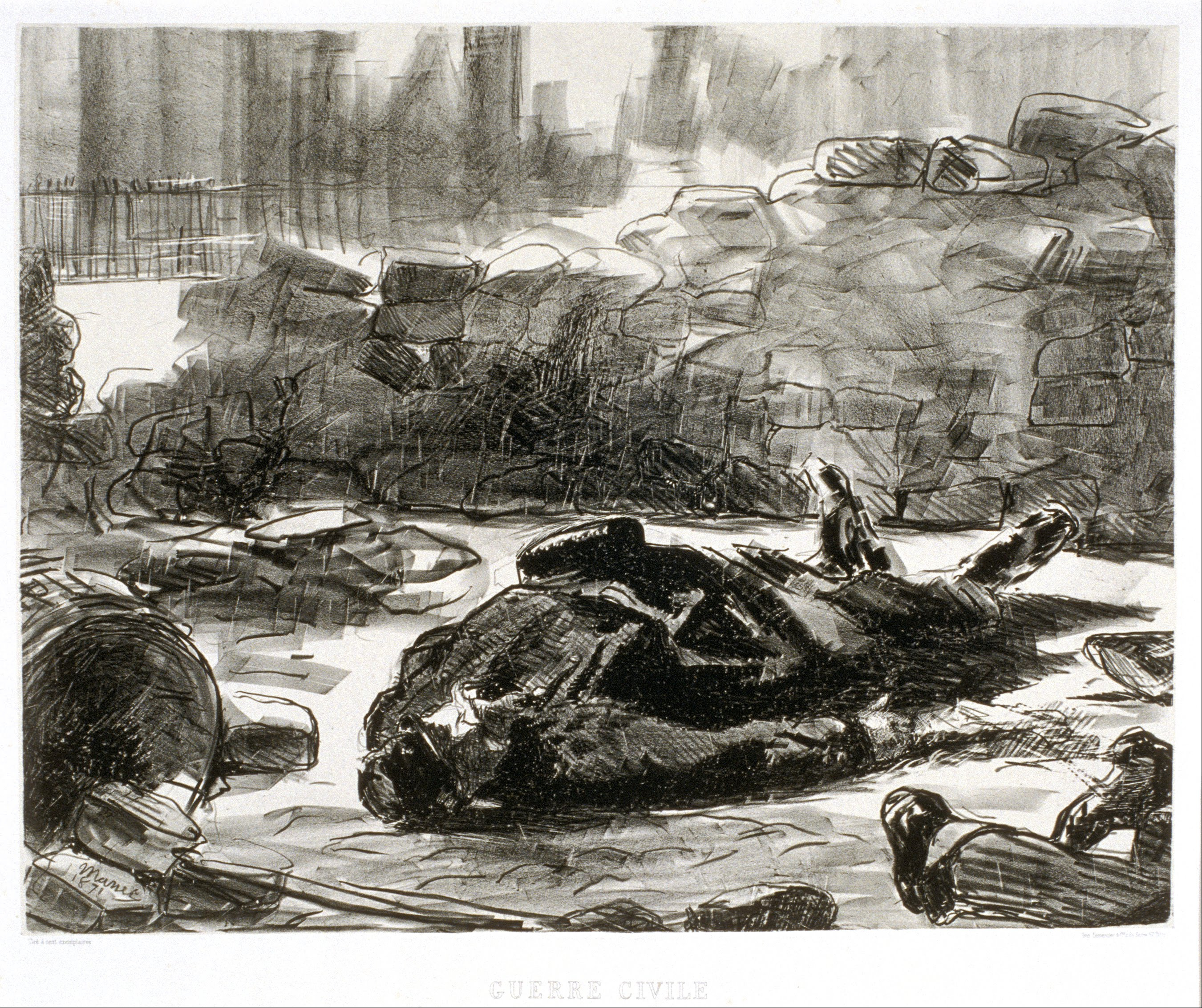
Edouard Manet, Guerre civil, kolorierte Lithographie auf Chinapapier, 39,6 × 50,8 cm, 1971-1873.
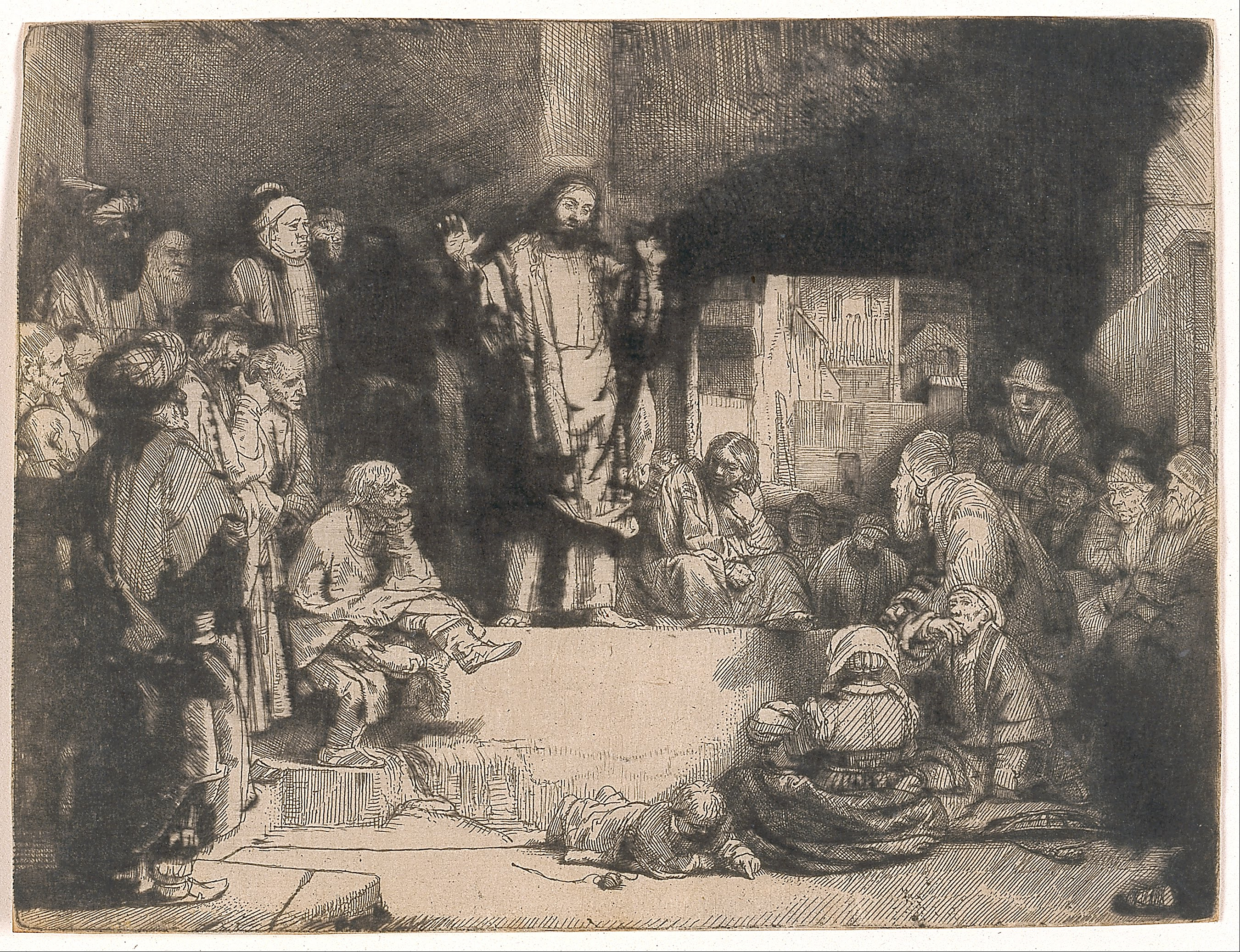
Rembrandt van Rijn, Predigender Christus (Das kleine Grab), Radierung auf Japanpapier, 15,5 ×20,6 cm, um 1652.
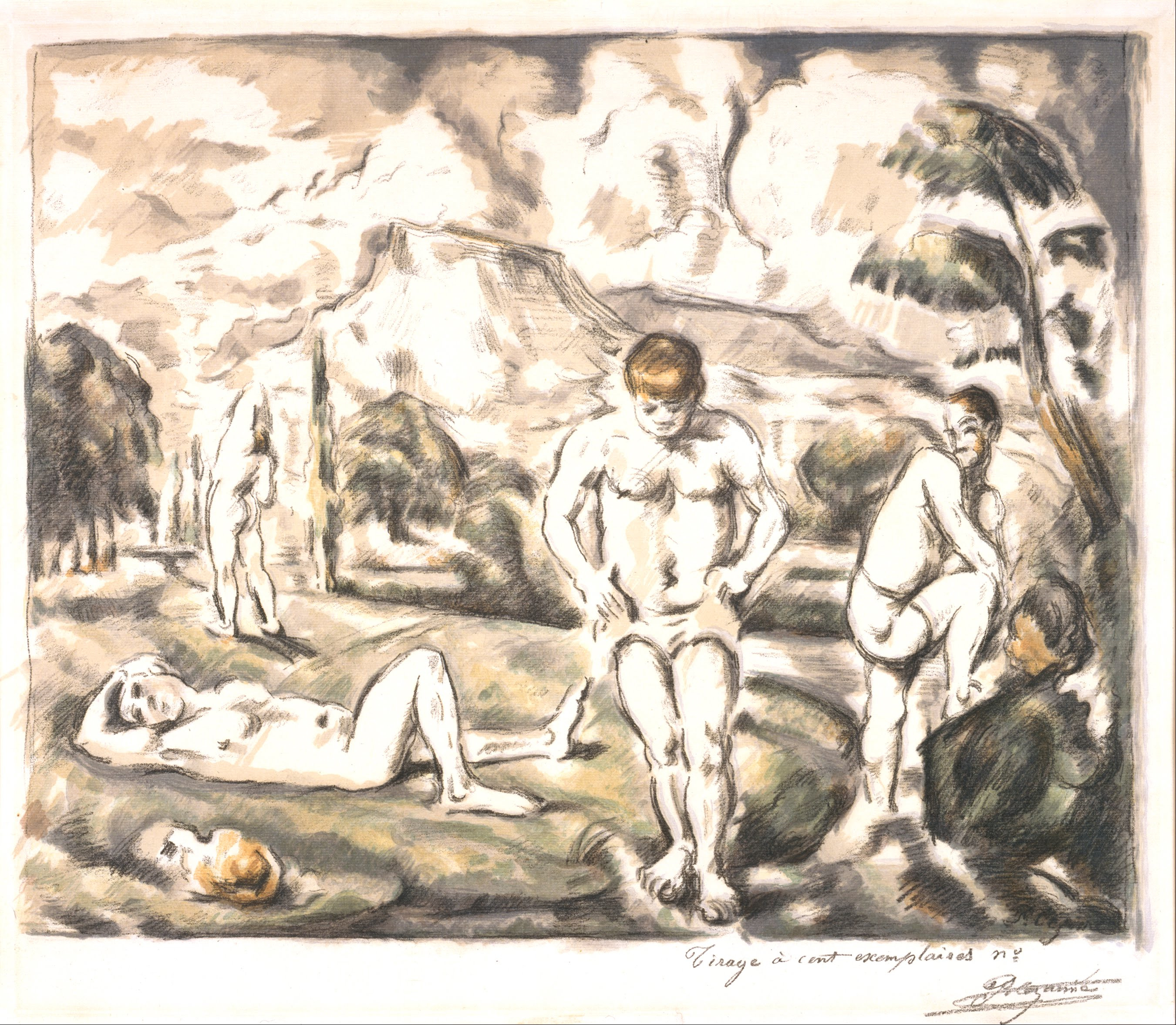
Paul Cézanne, Les Baigneurs (Grande Planche), Farblithographie, 47,4 × 62 cm, 1896–1897.
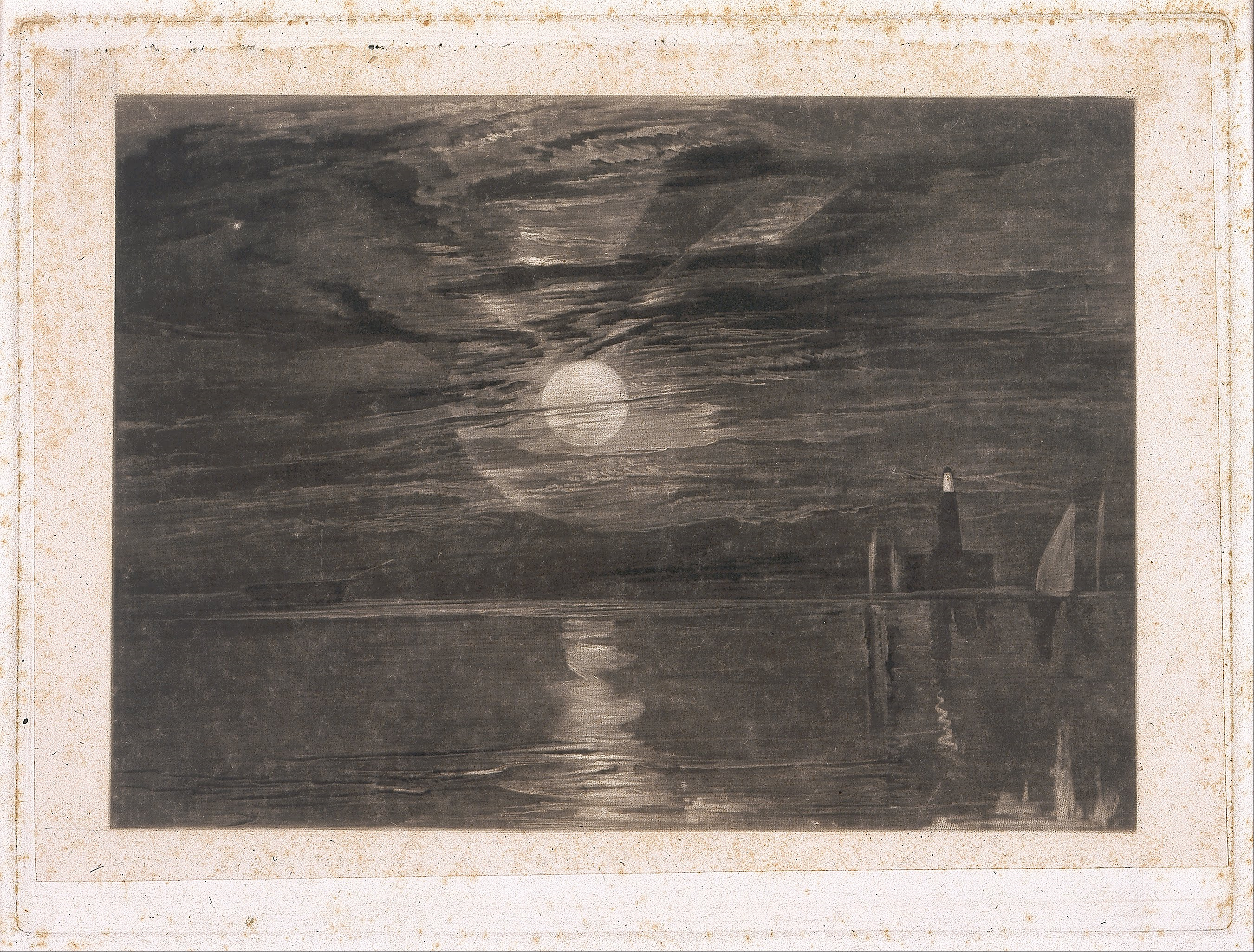
William Turner, Shields Lighthouse, Mezzotint auf Indienpapier, 18,8 × 25,1 cm, um 1826.

### Antike

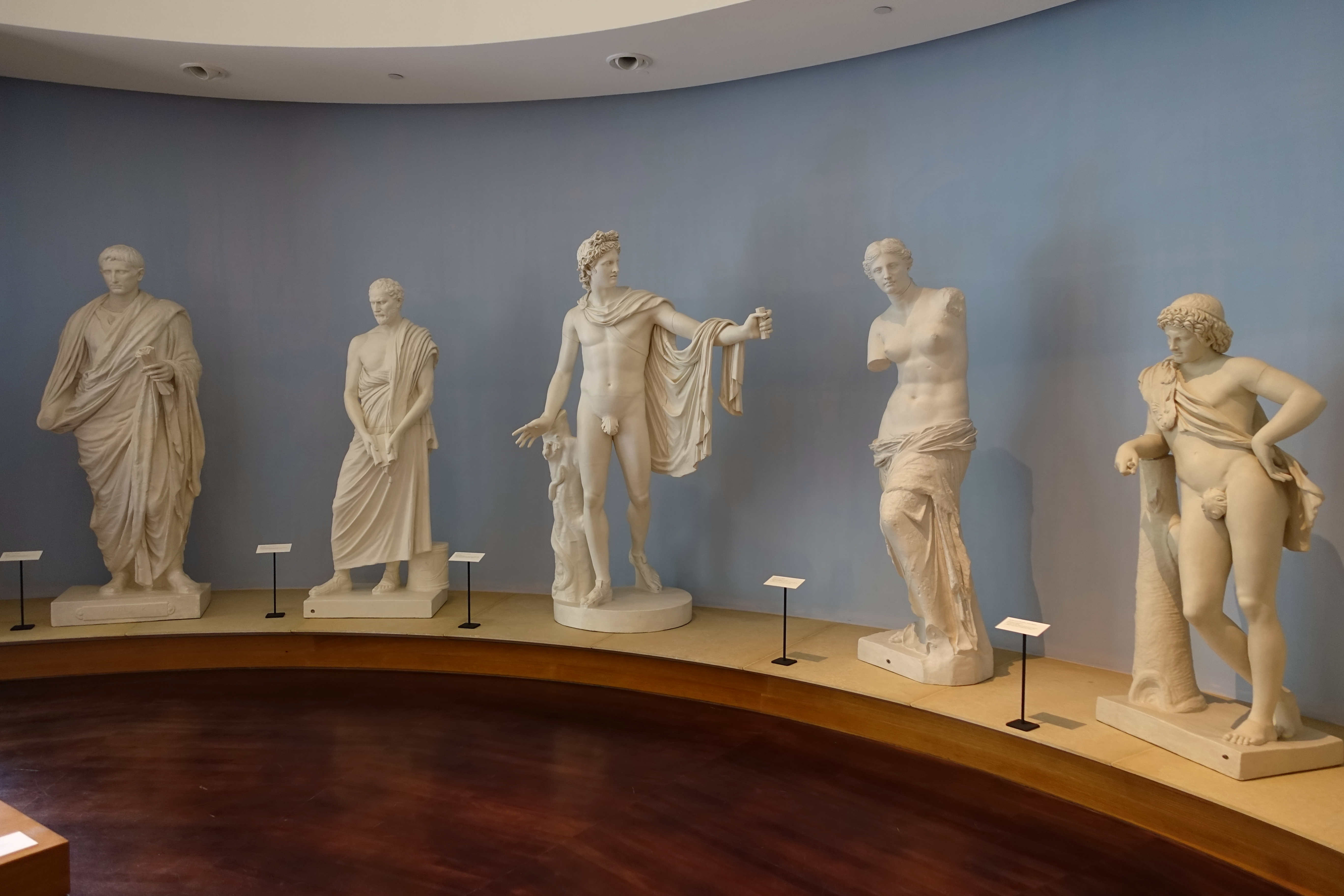
Display mit Gipsabgüssen aus der Battle Collection of Plast Casts. Aufnahme 2015.

Das Blanton Museum of Art besitzt rund 40 Objekte aus der Antike aus dem Mittelmeerraum und dem Nahen Osten. Den größten Teil der Sammlung machen griechische Terracotta-Vasen und Trinkgefäße aus, deren Bemalungen mythologische Motive sowie Sportdarstellungen und Darstellungen der maritimen Fauna zeigen. Daneben besitzt das Museum kleinere Konvolute römischer Marmorskulpturen sowie Bronzeobjekte wie etwa einen Gürtel aus Urartu und römische Metallfiguren. Einige antike Objekte werden im Dialog mit anderen Sammlungsteilen in der Dauerausstellung des Museums präsentiert.
Zwischen 1894 und 1923 erwarb William J. Battle, der Professor für klassische Sprachen an der University of Texas at Austin war, rund 100 Gipsabgüsse von klassischen griechischen und römischen Skulpturen. Diese wurden im Hauptgebäude und in Klassenräumen der Universität aufgestellt und sollten der visuellen Unterweisung der Studierenden zum Verständnis der klassischen Zivilisationen dienen. Daneben wurden die Abgüsse im Zeichenunterricht als Vorlagen für technische und anatomische Übungen verwendet. Während die meisten Museen und Universitäten sich in den 1950er-Jahren mit der Durchsetzung der modernen Kunst von ihren Gipsabgusssammlungen trennten, wurden die meisten Werke der Battle Collection eingelagert und in den 1970er-Jahren restauriert. Beispiele dieses Konvoluts werden in einem Studiensaal neben dem Julia Matthews Wilkinson Center for Prints and Drawings im Erdgeschoss des Galeriegebäudes präsentiert. Zu den in der Battle Collection vertretenden Meisterwerken antiker Kunst gehören unter anderem Abgüsse der Venus von Milo, des Sterbenden Gallier, des Torso vom Belvedere und des Apollo von Belvedere.

## Ausstellungen
Das Ausstellungsprogramm des Blanton Museum of Art ist forschungsorientiert. Einen besonderen Schwerpunkt stellen dabei Ausstellungen lateinamerikanischer Kunst dar, da das Blanton Museum eine wichtige Institution für deren Anerkennung in den USA und zugleich an der Konturierung der Vorstellung, was lateinamerikanische Kunst ausmache, beteiligt war. Die erste Kuratorin dieses Sammlungsbereichs, Mari Carmen Ramírez, verfolgte ein Programm, das sich kritisch gegenüber der Setzung der amerikanischen Kunstgeschichte zur Kunst aus Lateinamerika verhielt. So versuchte sie etwa mit den Ausstellungen Re-Aligning Vision: Alternative Currents in South American Drawing 1997 und Cantos Paralelos: Visual Parody in Contemporary Argentinean Art 1998, die beide internationale Kooperationen waren, alternative Perspektiven zu eröffnen. In beiden Fällen wurden Grafiken präsentiert, die aus dem traditionellen Rahmen des Genres herausfielen und damit jenseits des etablierten Kanons standen. Mit diesen Ausstellungen überging sie auch die auf dem Kunstmarkt etablierten Positionen und gab stattdessen regional verankerten Künstlern eine Bühne, die bis dahin nicht in den USA gezeigt worden waren. Im Fokus von Re-Aligning Visions standen dabei Fragen nach der Vermittelbarkeit der lokalen Gegebenheiten, die in den Werken Ausdruck fanden, für eine globale Öffentlichkeit. Mit beiden Ausstellungen wurde der kollektiven Erinnerung an die von Diktaturen geprägten 1960er- und 1970er-Jahre in Lateinamerika Raum gegeben, so dass durch die Bedingungen vor Ort oder durch Exil marginalisierte Positionen zu Sichtbarkeit gelangten. Sie sollten auch die simplifizierende Identität, die Mittels marktgängiger Kunst wie der Frida Kahlos durch lateinamerikanische Eliten erzeugt worden war, verkomplizieren. Die Ausstellung The Geometry of Hope im Jahr 2007, die eine Kooperation mit der Colleción Patricia Phelps de Cisneros war, basierte auf der Arbeit von Fakultätsmitgliedern und Studierenden im Cisneros Graduate Research Seminar. Es handelte sich um die erste große Überblicksausstellung von Werken der geometrischen Abstraktion aus Lateinamerika in den Vereinigten Staaten. Die amerikanische Sektion des Association Internationale des Critiques d’Art zeichnete sie als „best thematic museum show nationally“ aus.
Diese Ausrichtung in Hinblick auf Lateinamerika wird auch in jüngster Zeit weiter verfolgt: So wurde 2020 mit The Avant-garde Networks of Amauta: Argentina, Mexico, and Peru in the 1920s eine Ausstellung gezeigt, die sich ausgehend von der in Lima erschienenen avantgardistischen literarischen Zeitschrift Amauta der Verflechtung von Modernismus, Indigenismo und der politischen Linken und bisher wenig repräsentierten Netzwerken zwischen Peru, Mexiko und Argentinien widmete. Im selben Jahr präsentierte das Museum mit Expanding Abstraction: Pushing the Boundaries of Painting in the Americas, 1958–1983 eine Übersicht über die Entwicklung abstrakter Kunst in den Amerikas, die sich überwiegend auf die eigene Sammlung stützte und einige selten gezeigte, großformatige dem Publikum zugänglich machte. Mit Pop Crítico/Political Pop: Expressive Figuration in the Americas, 1960s-1980s folgte 2021 eine Ausstellung, welche die politische Dimension der Pop Art in den USA und Lateinamerika aufzeigte. Auch ältere Kunst aus Lateinamerika wurde im Blanton Museum of Art gezeigt. So wurden in der Schau Painted Cloth: Fashion and Ritual in Colonial Latin America 2022 die in rund 70 Gemälden aus den spanischen Kolonien in Amerika im 18. Jahrhundert repräsentierten Stoffe ins Zentrum der Betrachtung gerückt und der Fokus auf die Verbindung von Kleidung und Identität gelegt.
2006, anlässlich der Eröffnung des Museumsneubaus und in Anerkennung des Ankaufs der Suida-Manning-Collection 1998, zeigte das Museum in Kooperation mit dem Palazzo Ducale und den Musei di Strada Nuova in Genua eine Luca Cambiaso gewidmete Ausstellung. William Suida hatte 1958 gemeinsam mit seiner Tochter Bettina Suida Manning eine Monographie über diesen italienischen Maler der Spätrenaissance verfasst und das Blanton Museum of Art nach Ankauf ihrer Sammlung ein weiteres Werk Cambiasos erworben. Ausgangspunkt für die Station der 2010 veranstaltete Ausstellung Paolo Veronese. The Petrobelli Altarpiece. Reconstructing a Renaissance Masterpiece in Austin war die Entdeckung von Xavier F. Salomon, dass der Kopf eines Engels in der Sammlung des Museums ein Fragment dieses verlorenen Altarretabels war, das im 18. Jahrhundert in drei Stücke für den Kunsthandel zerteilt worden war. Die Dulwich Picture Gallery in London, National Gallery of Canada in Ottawa und National Gallery of Scotland in Edinburgh, in denen diese Fragmente endeten, planten deren Vereinigung in einer Ausstellung. Auf den Hinweis Salomons folgend wurde das Austiner Fragment in Ottawa, wo der dortige Teil des Petrobelli-Altars restauriert wurde, kunsttechnologisch untersucht und als eindeutig zum Altar zugehörig identifiziert.
Bestände der Museumssammlung werden regelmäßig in Sonderpräsentationen vorgestellt, etwa mit den Ausstellungen Off the Walls: Gifts from Professor John A. Robertson im Jahr 2020 und After Michelangelo, Past Picasso: Leo Steinberg’s Library of Prints im Jahr 2021. In der vom Journalisten Jeff Goodell kuratierten Ausstellung If the Sky Were Orange: Art in the Time of Climate Change wurden 2023/2024 erstmals verschiedene Galerieräume über das ganze Museum hinweg mit einer Ausstellung bespielt. Gemeinsam mit Mitarbeitern des Museums kombinierte Goodell 60 Werke aus der Sammlung vom 17. Jahrhundert bis heute mit zeitgenössischen Kunstwerken und Statements von Autoren wie Elizabeth Kolbert, Amitav Ghosh und John Vaillant zum Thema der Klimakrise.

## Besucher und Programm
Das Blanton Museum of Art gehört mit seiner Besucherzahl und der Anzahl seiner Mitglieder zu den führenden Kunstmuseen in Texas und lässt die meisten anderen Universitätskunstmuseen in den Vereinigten Staaten hinter sich, nachdem es bei Eröffnung des eigenen Museumsgebäudes im Jahr 2006 noch deutlich hinter Institutionen wie dem Kimbell Art Museum in Fort Worth und dem Museum of Fine Arts in Houston zurückstand. Es erfüllt eine Doppelfunktion als Kunstmuseum der University of Texas at Austin und einzige Institution mit einer umfangreichen und ständig präsentierten Kunstsammlung in der texanischen Hauptstadt.
Als Universitätsmuseum bietet die Sammlung Anschauungsmaterial nicht nur für die künstlerischen und kunsthistorischen Studiengänge, sondern wird auch in anderen Disziplinen in die Lehre einbezogen. So vertrat die Direktorin Simone J. Wicha die Position: „Es ist mir egal, was man auf dem Campus studiert, der Kontakt mit Kunst und einem Museum ist unerlässlich. Diese Studenten werden diejenigen sein, die darüber entscheiden, ob wir in Zukunft Kunst in unseren Gemeinden haben oder nicht.“ Beispiele für den interdisziplinären Einsatz der Sammlung in der Lehre sind etwa die Untersuchung anatomische Details in Renaissancegemälden durch Studierende der Medizin oder die Verwendung von Anselm Kiefers Sternenfall mit seiner Karte des Sternenhimmels als Anschauungsobjekt für eine Geographieklasse. Insgesamt besuchten pro Jahr rund 20.000 Universitätsangehörige das Museum.
Neben der Funktion für die Universität richtet sich das Blanton Museum of Art ebenfalls an K-12-Schulen aus der Metropolregion Austin; jedes Jahr nehmen rund 14.000 Schüler und Schülerinnen die Bildungsprogramme wahr. Da Hispanics über die Hälfte der Schüler im Schuldistrikt ausmachen und rund 70 % der Schulen im Bezirk bilinguale Lehre in Englisch und Spanisch anbieten, gibt es auch am Blanton Museum ein bilinguales Co-Teaching-Programm, das zugleich an die universitäre Lehre angedockt ist. So geben die Gallery Teaching Fellows des Museums aus dem Fach Kunstgeschichte gemeinsam mit Bachelorstudierenden des Studiengangs Bilingual Bicultural Education, die zu Grundschullehrern ausgebildet werden, Führungen in englischer und spanischer Sprache, die gemeinsam erarbeitet werden. Die beiden studentischen Dozenten sind dabei gleichberechtigt und die Führung wechselt fließend zwischen den beiden sowie den beiden Sprachen. Ziel des bilingualen Co-Teachings ist es, übliche Hierarchien der Institution Museum abzubauen und Raum für einen Dialog zu schaffen, der sozialen Wandel herbeiführen kann. Für die Schüler mit spanischsprachigem Hintergrund soll so der Assimilationsdruck gesenkt werden. In der Regel werden vier bis sechs Werke mit den Schülern besprochen, wobei die beiden Lehrenden sich rechts und links vom jeweiligen Kunstwerk positionieren, um eine gemeinsame Empfindung des Raumes zu schaffen sowie die kollaborative Natur des Co-Teachings zu unterstreichen. Das bilinguale Programm wurde gut angenommen und die Kapazität voll ausgeschöpft. Seit dem Herbst 2018 wurde deshalb das Angebot dahingehend erweitert, dass auch Lehrer aus dem Schulbezirk als Co-Teachers in den Galerieräumlichkeiten eingebunden werden.
Daneben bietet das Museum Programme wie Vorträge durch Künstler und Wissenschaftler, die sich an ein allgemeines Publikum richten und sowohl die Sammlung als auch die Ressourcen der Universität zugänglich machen sollen, sowie musikalische und filmische Begleitprogramme.